# إيه-4 سكاي هوك
إيه-4 سكاي هوك (بالإنجليزية: A-4 Skyhawk) هي طائرة هجوم أرضي أمريكية قادرة على الإقلاع من على متن حاملات الطائرات من إنتاج شركة دوغلاس للطائرات (ماكدونل دوغلاس لاحقا)، والتي صممتها بطلب من البحرية الأمريكية ودخلت الخدمة عام 1956 في البحرية الأمريكية ومشاة البحرية الأمريكية.
بعد أكثر من خمسين عامًا على تحليقها لأول مرة ولعبها أدوارا هامة في صراعات عدة مثل حرب فييتنام، حرب الفوكلاند، وحرب أكتوبر، ما زال هناك عدد محدود من أصل الثلاثة آلاف طائرة التي صنعت في الخدمة لدى بعض الدول، من ضمنها تلك العاملة على متن حاملة الطائرات التابعة للبحرية البرازيلية.

## التطوير والتصميم
صممت سكاي هوك من قبل المهندس إد هاينمان في شركة دوغلاس للطائرات بعد أن طلبت البحرية الأمريكية طائرة هجوم أرضي نفاثة لتحل محل الطائرة الأقدم إيه-1 سكاي رايدير. أراد هاينمان أن يكون التصميم بسيطًا وأن تكون الطائرة صغيرة وخفيفة وغير معقدة وكانت النتيجة هي أن أصبحت السكاي هوك بنصف الوزن الأقصى الذي حددته البحرية الأمريكية لقبول الطائرة المطلوبة. كان للطائرة أجنحة صغيرة لدرجة أنها لم تكن تحتاج لتطوى على متن حاملة الطائرات. أطلق على السكاي هوك عدة ألقاب نظرا لصغر حجمها وخفتها ورشاقتها مثل «السكوتر» و«قضيب هاينمان الساخن».

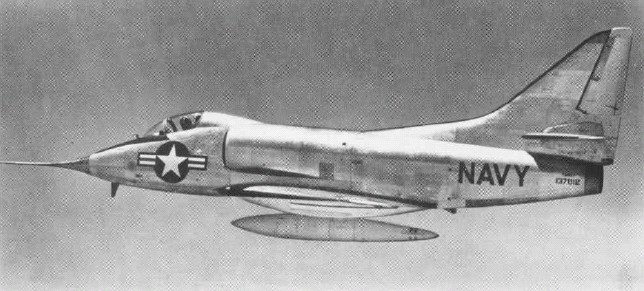
النسخة الأولية للطائرة XA4D-1 عام 1954.

طار النموذج الأولي XA4D-1 أول مرة يوم 22 يونيو سنة 1954 وأدخل الخدمة لدى البحرية الأمريكية عام 1956. كان للطائرة تصميما تقليديا بالنسبة للفترة التي تلت الحرب العالمية الثانية مباشرة أي فترة الخمسينات. أما الجناح فكان مثلثي على شكل حرف دلتا (جناح دلتا)، ولها محرك واحد في مؤخرة جسم الطائرة ومدخلين للهواء على جانبي جسم الطائرة.

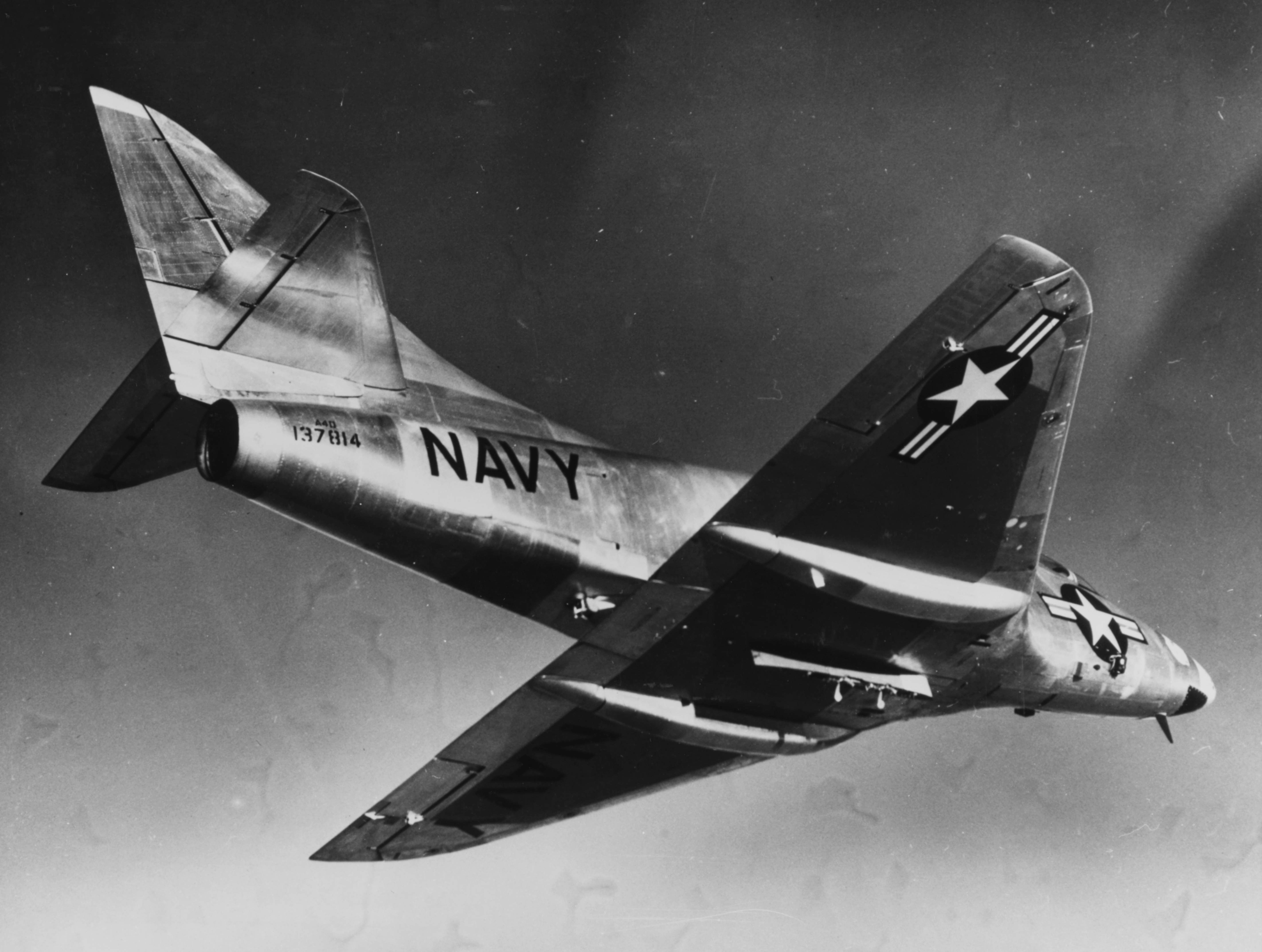
النموذج الثاني A4D-1.

صمم ذيل الطائرة على شكل صليب، كما وضع موازن الطائرة الأفقي في مستوى أعلى من جسم الطائرة. تكوّن التسليح من مدفعين كولت إم.كيه-12 20 مم، وضع كلاهما في جذر كل جناح من أجنحة الطائرة (حمل المدفع الواحد 200 طلقة). بالإضافة إلى تشكيلة مختلفة من القنابل والصواريخ تحمل على نقطة في منتصف الطائرة تحت جسمها أو على نقطتين تحت الأجنحة (بعد ذلك أصبحوا 4 نقاط، 2 تحت كل جناح). واعتمد في تصميم الطائرة اختيار جناح دلتا لتمكين الطائرة من الجمع بين السرعة والمناورة بالإضافة إلى سعة وقود الكبيرة وحجمها الصغير بشكل عام، ولهذا لم تحتاج الطائرة لطوي أجنحتها، إلا أن هذا قلل من كفاءة دورياتها.
صممت شرائح القيادة لتهبط آليًا بفعل الجاذبية عند السرعة والضغط الجوي المناسبين، مما جعل الطائرة أخف وزنا ووفر مساحة لعدم وجود مفاتيح التشغيل والمحركات المخصصة لهذا الأمر. كما صممت معدات الهبوط بحيث لا تخترق الجناح، فعندما ترفع معدات الهبوط تدخل العجلة فقط داخل الجناح أما باقي المعدات ودعامات الهبوط فتدخل أسفل الجناح. كان من الممكن أن يكون هيكل الجناح نفسه أخف من هكذا ويحتفظ بنفس قوته، كما أن غياب معدات طوي الجناح خفف أكثر من وزن الجناح والطائرة. يُعتبر تصميم هذه الطائرة مختلفا عن تصميم معظم الطائرات عموما، حيث تؤدي زيادة الوزن، حتى لو كانت بسيطة، في منطقة معينة إلى زيادة وزن مناطق أخرى لتعويض هذا الزيادة، مما يؤدي إلى الحاجة إلى محركات أقوى وهكذا دواليك.

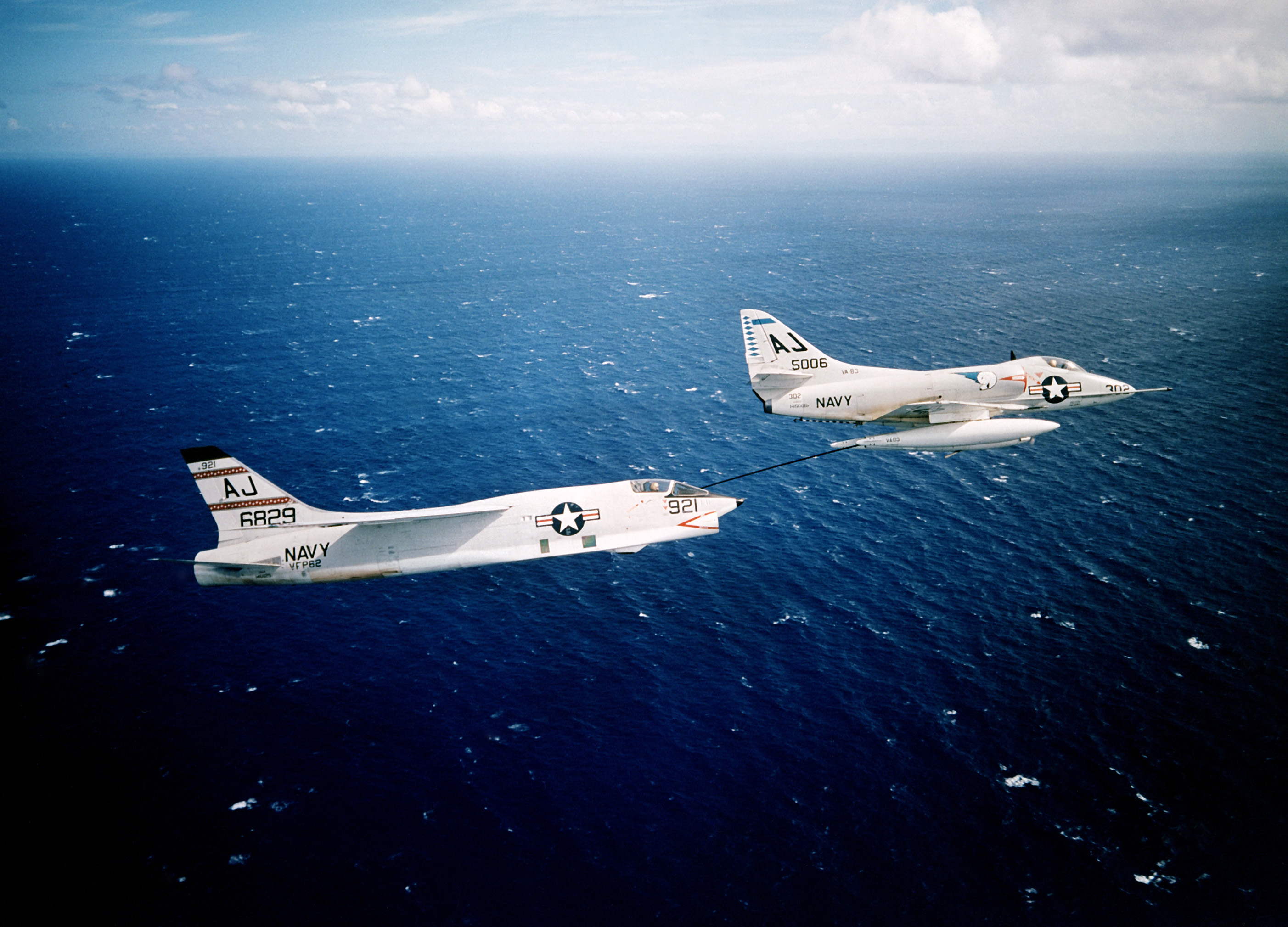
إيه-4 سكاي هوك تزود إف-8 كروسادر بالوقود جوا عام 1960.

كما كانت السكاي هوك من الطائرات الرائدة في مجال التزود بالوقود جوا، حيث كانت أول طائرة هجومية غير مخصصة لنقل الوقود تستطيع تزويد الطائرات الأخرى بالوقود جوا، مما ألغى الحاجة إلى طائرات الخزان الضخمة، الأمر الذي من شأنه أن يفيد أسلحة الجو الصغيرة نسبيا والتي لا تستطيع امتلاك مثل هذه الطائرات الضخمة، أو يساعد على التزود بالوقود في الأماكن النائية حيث يتعذر إيجاد مثل هذه الطائرات. كانت السكاي هوك المخصصة لتزوّد بالوقود جوا تحمل على متها خزان وقود كبير خارجي يقع في منتصفها من الأسفل، أما الطائرات المخصصة للتزويد بالوقود فكانت تحمّل بالوقود بلا أسلحة وتقلع، أما إذا كانت طائرات في مهام هجومية، فكانت تزود بكامل أسلحتها وبالوقود حتى أقصى وزن يسمح به حتى تستطيع الإقلاع (وهو أقل بكثير من سعة خزان الوقود) ومن ثم تتصل بالسكاي هوك بعد أن تقلع وتتزود منها بالوقود حتى تملأ خزاناتها بالكامل عن طريق المجس الموجود على ميمنة أنف السكاي هوك وبذلك تصبح بكامل اسلحتها ووقودها. ومع أن هذه الخاصية نادرا ما استخدمت في خلال خدمة الطائرة في القوات الأمريكية، إلا أن الإف/إيه-18 سوبر هورنيت بها هذه الخاصية في توجه لإحالة الطائرات المتخصصة (الخزان) للتقاعد في المستقبل القريب.

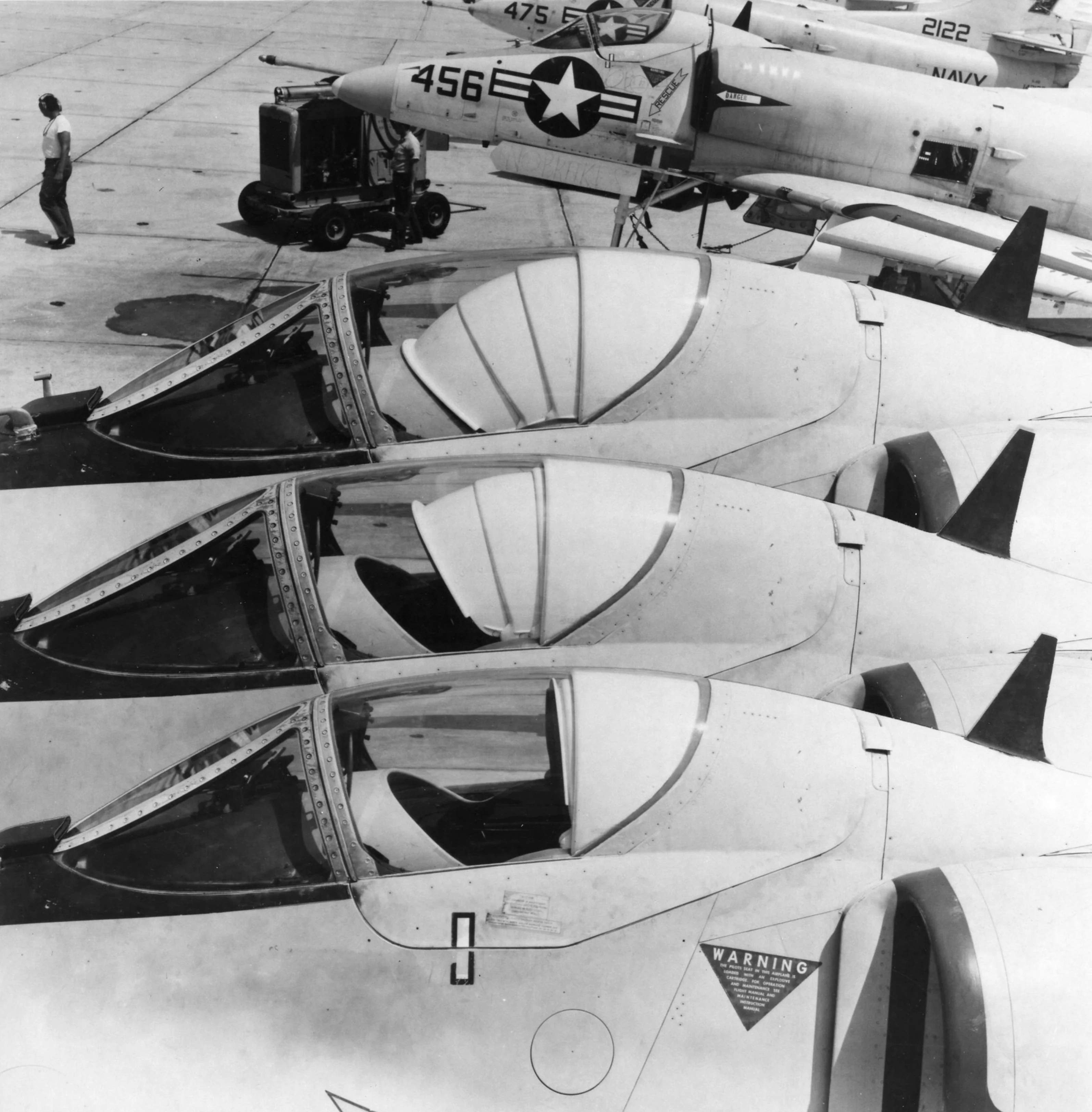
إيه-4 سكاي هوك مزودة بدرع حراري يحمي الطيار عند إلقاء قنبلة نووية.

كما صممت الإيه-4 سكاي هوك لتقوم أيضا بالهبوط الاضطراري، ففي حالة وجود عطل هيدروليكي تقوم الطائرة بالهبوط على خزانات الوقود الخارجية التي كانت تقريبا دائما ما تحملها هذه الطائرة. كانت هذه النوعية من الهبوط الاضطراري تسبب ضررا بسيطا لأنف الطائرة وكان يتم إصلاحه في أقل من ساعة.
قيل أن مصممين الطائرة وضعوا نصب أعينهم مقولة «أجعلها مختصرة وبسيطة» أي أن لا تكون الأمور معقدة أكثر من اللازم طالما أن هناك إمكانية لجعلها أبسط. تعد الإيه-4 سكاي هوك تطبيقا ممتازا لهذه المقولة حيث تعد فعلا من الطائرات البسيطة غير المعقدة.
وقّعت البحرية الأمريكية عقد الطائرة في 12 يونيو 1952. وطار النموذج الأولي للطائرة من قاعدة ادواردز الجوية في كاليفورنيا يوم 22 يونيو سنة 1954. وبدأ تسليم الطائرات لوحدات مشاة البحرية الأمريكية في أواخر سنة 1956.
بقيت السكاي هوك في الإنتاج حتى عام 1979، وبلغ مجموع ما صنع منها 2,960 طائرة بما فيهم 555 طائرات تدريب بمقعدين. رُسمت أعلام جميع الدول التي استخدمت طائرات الإيه-4 على جسم آخر طائرة من هذا الطراز تم تصنيعها، وهي إيه-4 أم، والتي خدمت كجزء من إحدى أسراب طائرات البحرية الأمريكية (VMA-223).

## التاريخ القتالي
كانت طائرات السكاي هوك محبوبة من طواقمها نظرا لرشاقتها ومتانتها، حيث ساعدت هذه المميزات بالإضافة إلى سعرها الرخيص وتكلفة تشغيلها البسيطة وسهولة صيانتها في ازدياد شعبية هذه الطائرة لدى البحرية ومشاة البحرية الأمريكية بالإضافة إلى مستخدمي الطائرة الأجانب. أستخدمت ثلاث دول على الأقل الإيه-4 سكاي هوك في المعارك إلى جانب الولايات المتحدة، وهذه الدول هي: الأرجنتين، إسرائيل، والكويت.

### حرب فييتنام

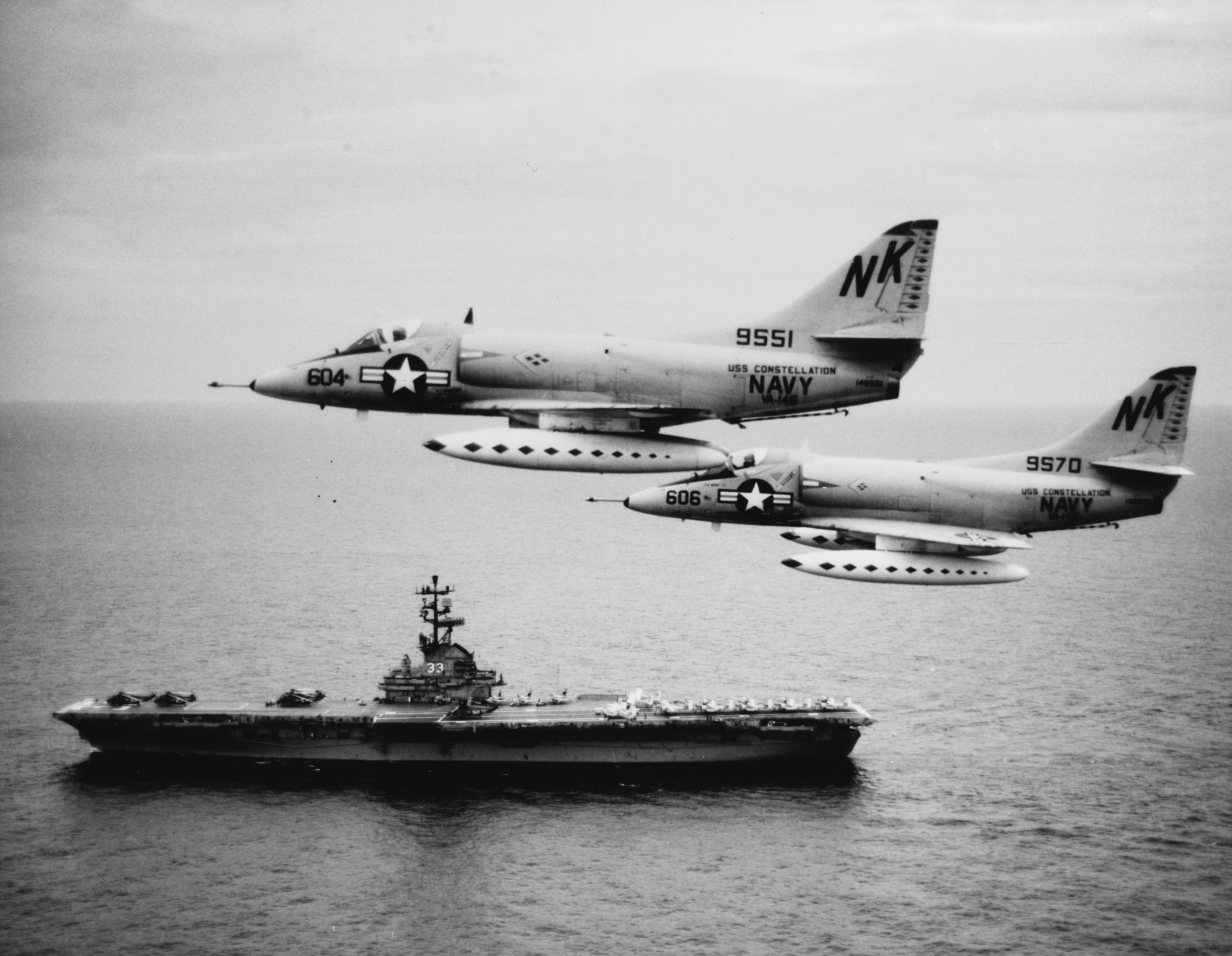
طائرتي إيه-4 سكاي هوك فوق خليج تونكين في فييتنام، أغسطس 1964.

كانت السكاي هوك هي القاذفة الخفيفة الرئيسية للبحرية الأمريكية والتي استخدمت فوق فييتنام الشمالية خلال المراحل الأولى من الحرب بينما استخدمت القوات الجوية الأمريكية الطائرة فوق الصوتية إف-105 ثاندر تشيف، ثم استبدلت السكاي هوك بالإيه-7 كورسير لتحل محلها في دور القاذفة الخفيفة.
شنت طائرات السكاي هوك أولى الهجمات خلال حرب فييتنام كما أنه يعتقد أيضا أن طائرة سكاي هوك هي من ألقت آخر القنابل فيها. من أشهر من طاروا خلال الحرب بالسكاي هوك، جون ماكين مرشح الحزب الجمهوري للرئاسة الأمريكية عام 2008، حيث أسقطت طائرته بالنيران الأرضية ثم وقع في الأسر وأمضى فيه 6 سنوات قبل أن يفرج عنه بنهاية الحرب عام 1973.
ومن النجاحات للطائرة التي صممت أساسا للهجوم الأرضي إسقاطها للطائرة الاعتراضية ميج-17 سوفييتية الصنع بواسطة صواريخ غير موجهة ويعد هذا الحادث الفريد من نوعه الوحيد طوال حرب فييتنام الذي اسقطت فيه السكاي هوك طائرة مقاتلة. بدءًا من عام 1956، كانت السكاي هوك أول طائرة أمريكية تخدم خارج الولايات المتحدة وهي مسلحة بالصاروخ جو-جو سايدويندر، الذي زودت به لحمايتها من الطائرات الاعتراضية للعدو.

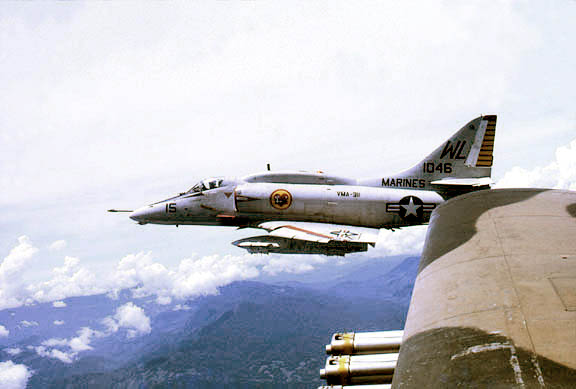
إيه-4 E سكاي هوك أثناء عمليات قتالية في فييتنام.

أسقطت أول طائرة إيه-4 في 5 أغسطس عام 1964، عندما سقطت طائرة الطيار «ألفاريز» في خلال مهاجمته لزوارق الصواريخ التابعة لبحرية الفييتنام الشمالية. نجا ألفاريز بفضل المقعد القذفي بعد أن سقطت طائرته بفعل المدافع المضادة للطائرات وأصبح أول أسير حرب أمريكي تابع للبحرية وأفرج عنه في 12 فبراير سنة 1973. أسقطت آخر طائرة إيه-4 في هذه الحرب في يوم 26 سبتمبر 1972، عندما أسقطت طائرة النقيب «جيمس وولش» التابع لمشاة البحرية الأمريكية حينما كان يقوم بمهمة دعم القوات البرية شمال فيتنام، أصيبت طائرة وولش بنيران الدفاعات الأرضية وأشتعلت بها النار فاضطر وولش لترك الطائرة وهبط في مواقع جيش شمال فييتنام وتم أسرة ثم أفرج عنه في 12 فبراير سنة 1973 وكان آخر أسير أمريكي من مشاة البحرية في هذه الحرب.
في 26 يوليو سنة 1967، شب حريق هائل بحاملة الطائرات الأمريكية «يو.إس.إس فوريستال» التي كانت تقوم بعمليات في منطقة خليج تونكين خلال حرب فييتنام، كان سبب الحريق هو أن أحد الصواريخ غير الموجهة طراز «زوني» قد انطلق من تلقاء نفسه وأصاب خزان وقود خارجي لطائرة سكاي هوك فأحدث هذا انفجارا هائلا وحريقا استمر لساعات وتسبب في مقتل 134 بحارا وإصابة 161 أخرون كان من ضمنهم جون ماكين.
فقدت الولايات المتحدة خلال حرب فيتنام 362 طائرة إيه-4 سكاي هوك، منها 271 طائرة فقدتها البحرية و81 طائرة فقدتها فرقة مشاة البحرية. أسقطت 32 طائرة بواسطة صواريخ أرض-جو وواحدة بواسطة طائرة ميج-17 يوم 25 أبريل سنة 1967 وهذا حسب المصادر الأمريكية.

### حرب أكتوبر

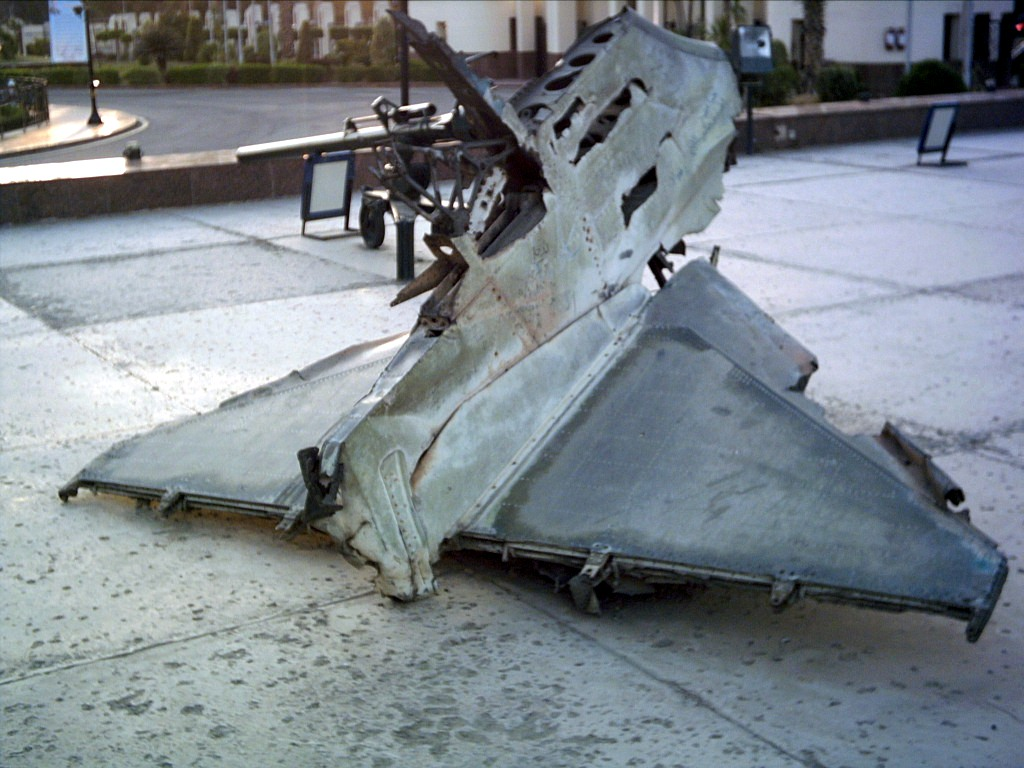
حطام طائرة إيه-4 سكاي هوك إسرائيلية أسقطتها القوات المصرية في حرب أكتوبر.

استخدمت القوات الجوية الإسرائيلية السكاي هوك بكثافة في حرب الاستنزاف وحرب أكتوبر حيث شكلت طائرة الهجوم الأرضي الأساسية لإسرائيل، كلفت السكاي هوك ربع ثمن إف-4 فانتوم الثانية وكان لها مدى جيد مقارنة بالطائرات التي أخذت مكانها. أسقطت الدفاعات الجوية المصرية والسورية خلال حرب أكتوبر أعداد كبيرة من السكاي هوك بصواريخ سام 6.
وقد حاولت إسرائيل باستخدام السكاي هوك وتحت حماية إف-4 فانتوم الثانية خلال الحرب أكثر من مرة ضرب المطارات والطائرات المصرية على الأرض في محاولة لتحييد دور الطيران المصري كما حدث في حرب سنة 1967 ولكنها فشلت في ذلك مثل ما حدث في معركة المنصورة الجوية التي وقعت يوم 14 أكتوبر 1973 والتي استطاعت خلالها حوالي 65 طائرة ميج-21 مقابل 160 طائرة إسرائيلية من أنواع إف-4 فانتوم الثانية وإيه-4 سكاي هوك إسقاط ما بين 15 و17 طائرة إسرائيلية مقابل سقوط 6 طائرات ميج-21 ثلاث منها ثلاث بنيران العدو وثلاث أخرى نتيجة لفراغ الوقود منها.
وخلال حرب أكتوبر أيضا، قامت الولايات المتحدة بعمل جسر جوي لمساعدة إسرائيل على تجاوز الخسائر التي مني بها سلاحها الجوي ومن ذلك نقلها 28 طائرة سكاي هوك على وجه السرعة لإسرائيل في أكتوبر 1973. تستخدم حاليًا السكاي هوك كطائرة تدريب في كلية الطيران التابعة لسلاح الجو الإسرائيلي.
أسقطت طائرة أيه 4 إسرائيلية فوق سهل البقاع بلبنان بتاريخ 6 يونيو سنة 1982، خلال حرب لبنان في ذلك العام. وقد ادعت إسرائيل أن هذه الطائرة كانت إحدى طائرتيها ثابتة الجناح التي أسقطت فوق لبنان خلال المعركة الجوية التي دارت منذ 6 يونيو 1982 إلى الحادي عشر من نفس الشهر، والتي شاركت فيها 150 طائرة حربية.
في 31 مايو 2007، تحطمت طائرة إسرائيلية من طراز سكاي هوك في البحر الأبيض المتوسط، كانت الطائرة قد سقطت على مسافة 6 كيلومترات قبالة شواطئ مدينة أشدود بسبب وقوع خلل فني فيها أصاب محركها كما ذكرت المصادر الإسرائيلية، حيث اندلعت النيران فيه مما اضطر الطيار للقفز منها فوق بحر أشدود، ثم قامت مروحية عسكرية بالتوجه إلى مكان التحطم، وقامت بانتشال الطيار من المكان. كما تحطمت طائرة سكاي هوك أخرى جنوب جبل الخليل قبل هذا الحادث بثلاث أعوام. وفي 5 أكتوبر سنة 2008 أوقف سلاح الجو الإسرائيلي سرب طائرات سكاي هوك مرابض في قاعدة جوية جنوب إسرائيل بسبب سوء الصيانة.

### حرب الفوكلاند
استخدمت الأرجنتين طائرات السكاي هوك خلال حرب الفوكلاند عام 1982، واستطاعت طائرات السكاي هوك المسلحة بالقنابل غير الموجهة والتي لا تمتلك أي وسائل دفاع إلكترونية أو صواريخ جو-جو دفاعية، أن تلحق عدة أضرار بسفن ومدمرات البحرية البريطانية، حيث أغرقت كلا من المدمرة «كوفنتري» والفرقاطة «أنتيلوب». كما ألحقت أضرارا جسيمة بعدة سفن أخرى (ما يقرب من 6 مدمرات وفرقاطات وسفن لوجستية). خسرت الأرجنتين 22 طائرة سكاي هوك خلال الحرب.
بعد الحرب، زودت طائرات السكاي هوك من طرازي إيه-4 P وإيه-4 C بمدافع 20 مم، صواريخ جو-جو وبعض التفاصيل الأخرى وتم دمجها في اللواء الجوي الخامس وخرجت أخيرا من الخدمة عام 1999 واستبدلت بالطراز الأكثر تطورا «إيه-4 إيه فايتنج هوك».
في عام 1983، منعت الولايات المتحدة إسرائيل من توريد 24 طائرة إيه-4 H للبحرية الأرجنتينية كبديل للإيه-4 Q، التي خرجت من الخدمة عام 1988.

### غزو الكويت

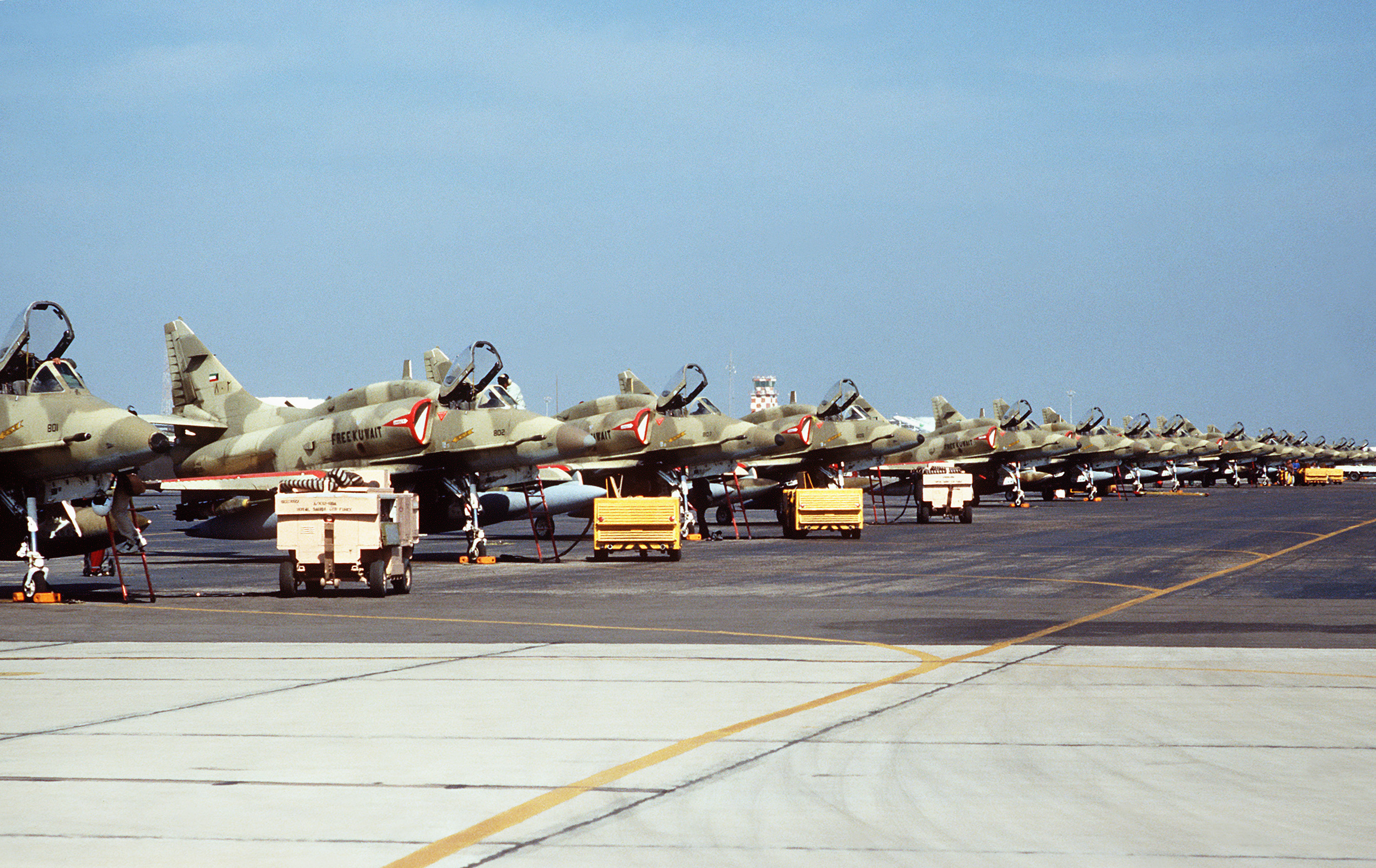
سرب من طائرات السكاي هوك الكويتية في 13 فبراير 1991 تستعد للقيام بغارات جوية خلال حرب تحرير الكويت.

خلال الغزو العراقي للكويت قامت طائرات السكاي هوك الكويتية بقصف الأرتال العراقية المتقدمة على محوري المطلاع والسالمي ودمرت 102 مدرعة كما أسقطت 4 مروحيات بصواريخ جو-جو سايدويندر قبل أن تصدر إليها الأوامر بالتوجه إلى القواعد الجوية السعودية بعد أن دمرت مدرجات القوعد الجوية الكويتية، فوصلت 24 طائرة الأراضي السعودية، بينما استولت القوات العراقية على 10 طائرات.

### حرب الخليج الثانية
في المملكة العربية السعودية اعيد تنظيم القوة الجوية الكويتية وخلال حرب تحرير الكويت شاركت طائرات السكاي هوك التابعة للقوة الجوية الكويتية في الحملة الجوية لحرب الخليج جنبا إلي جنب مع باقي طائرات القوة الجوية الكويتية المتواجدة في السعودية، وقد سجلت طائرات السكاي هوك وحدها 621 مهمة قتالية بمجموع 970.7 ساعة، وأسقطت الدفاعات الجوية العراقية طائرة واحدة فوق الكويت وأسر الطيار.

## الطرازات
- XA4D-1: النموذج الأولي.
- YA-4A) YA4D-1 ولاحقا A-4A): النموذج الأولي الذي أجريت عليه اختبارات الطيران والطائرة السابقة للإنتاج مباشرة.

A-4A
- A-4A) A4D-1): نسخة الإنتاج الأولى، صنع منها 166 وحدة.

A-4B
- A-4B) A4D-2): نسخة محدثة، أضيف إليها إمكانيات التزود بالوقود جوًا، أنظمة ملاحة مطورة، صنع منها 542 وحدة.
- A-4P: طائرات A-4B أعيد تصنيعها وبيعت للقوات الجوية الأرجنتينية، تعرف في الأرجنتين باسم A-4B.
- A-4Q: طائرات A-4B أعيد تصنيعها وبيعت للقوات البحرية الأرجنتينية.
- A-4S: خمسين طائرة A-4B أعيد تصنيعها للقوات الجوية لسنغافورة.
- TA-4S: سبعة طائرات تدريبية من الطراز A-4S، بها بعض الاختلافات الأساسية عن باقي طائرات التدري السكاي هوك مثل أن الطالب والمدرس الطيارين يتشاركان في نفس قمرة القيادة، أدخلت إليها بعض التعديلات مما جعل لها مدى رؤية أفضل بشكل عام خصوصا للطيار المدرس الذي يجلس خلف الطالب.
- TA-4S-1: ثمان نماذج تدريبية من النموذج TA-4S، أعطوا الرمز TA-4S-1 لتمييزهم عن النسخ السبعة التدريبية الأولى.
- A4D-3: نسخة ذات أنظمة ملاحة متطورة مقترحة، لم يصنع منها أي نماذج.

A-4C
- A-4C) A4D-2N): طائرة ليلية/لجميع الأجواء، نسخة مخصصة لهذا الغرض من ال A4D-2. مزودة بمحرك يعطي قوة دفع 36.5 كيلو نيوتن.
- A-4L: نسخة أخرى من طراز A-4C، صنع منها 100 طائرة لاحتياطي قوات مشاة البحرية الأمريكية والبحرية الأمريكية. زودت بأنظمة ملاحة الطراز A-4F ولكن ذات المحرك السابق.[37]
- A-4S-1: خمسين طائرة A-4C أعيد تصنيعها للقوات الجوية السنغافورية.
- A-4SU: نسخة معدلة بشكل كبير ومحدثة من طراز A-4S، صنعت خصيصا للقوات الجوية ل سنغافورة، زودت بمحرك توربين مروحي غير مزود بحارق خلفي، إلكترونيات محدثة.
- TA-4SU: نسخة مطورة ومحدثة بشكل كبير من طرازيّ TA-4S-1، TA-4S.
- A-4PTM: طائرات A-4C وA-4L تم إعادة تأهيلها للقوات الجوية الملكية الماليزية، ضمت الطائرات عدة صفات من ال A-4M. سلمت 40 طائرة لماليزيا من هذه الطرازات.[38]
- TA-4PTM: نسخة تدريبية من الطراز السابق، صنع منها عدد صغير.[38]
- A4D-4: نسخة مقترحة بعيدة المدى تم الغائها. لم يتم استخدام الرمز A-4D بعد ذلك لتجنب الخلط.

A-4E
- A-4E) A4D-5): تطوير رئيسي ومهم، زودت بالمحرك الجديد برات آند ويتني جيه-52 بقدرة 37 كيلو نيوتن، هيكل مدعم وبه مكانين أكثر للأسلحة (أصبح المجموع هكذا 5 أماكن للأسلحة)، أنظمة ملاحة مطورة، رادار جديد، اليكترونيات حديثة، أنظمة للقصف في الارتفاعات المنخفضة، زود العديد منها بمحرك قدرته 41 كيلو نيوتن. صنع منها 499 وحدة.
- TA-4E: طائرتين A-4E طوروا كنماذج أولية تدريبية.
- A4D-6: نسخة مقترحة، لم تصنع منها أي طائرة.

A-4F
- A-4F: تطوير من طراز A-4E، بأنظمة ملاحية اضافية (أضيفت هذه الأنظمة بعد ذلك إلى ال A-4E وبعض ال A-4C)، محرك برات آند ويتني جيه-52 أقوى بقدرة دفع 41 كيلو نيوتن ثم بعد ذلك 50 كيلو نيوتن. خدمت مع فريق «بلو انجيلز» للألعاب البهلوانية من سنة 1973 حتى سنة 1986. صنع منها 147 نسخة.
- TA-4F: طائرة تدريبية، هي في الأساس A-4F مزودة بمقعد اضافي للمدرس الطيار. صنع منها 241 طائرة.
- OA-4M: طائرات TA-4F معدلة لمشاة البحرية الأمريكية.
- EA-4F: أربع طائرات TA-4F معدلين للتدريب على الحرب الإلكترونية.
- TA-4J: طائرة مخصصة للتدريب، نسخة مبنية على طراز A-4F ولكن بدون أنظمة التسليح ومحرك أضعف. صنع منها 277 طائرة ثم حولت معظم الطرازات TA-4F إلى هذا الطراز.
- A-4G: صنعت 8 طائرات للبحرية الملكية الأسترالية باختلافات بسيطة عن طراز A-4F، أحد التطورات الأساسية كان تعديل الطائرة لتحمل 4 صواريخ جو-جو سايدويندر.[39][40]
- TA-4G: نسختين تدريبتين صنعت من طراز A-4G، واثنتان حولوا من طراز TA-4F.
- A-4H: نسخة من طراز A-4F، صنعت للقوات الجوية الإسرائيلية. استخدمت مدافع 30 مم بها 150 طلقة بدلا من ال 20 مم التي زودت بها الطائرات الأمريكية. طورت بعض الطائرات بعد ذلك في إسرائيل بوسائل لحماية المحرك ضد الصواريخ الحرارية.
- TA-4H: نسخة تدريبية من الطراز A-4H، صنعت منها 25 طائرة ما زالوا في الخدمة، ويتردد بقائهم حتى 2010 على الأقل.
- A-4K: صنعت للقوات الجوية الملكية النيوزيلندية، صنعت منها 10 طائرات. خلال التسعينات تم تطوير هذه الطائرات وزودت بأنظمة ملاحية ورادارات حديثة.
- TA-4K: أربع نسخ تدريبية من الطراز السابق.

A-4M
- A-4M: مخصصة لقوات مشاة البحرية الأمريكية، بأنظمة ملاحة متطورة، ومحرك أقوى يعطي قوة دفع 50 كيلو نيوتن، قمرة قيادة أكبر. صنع منها 158 وحدة.
- A-4N: طائرات A-4M طورت خصيصا لسلاح لجو الإسرائيلي، صنع منها 117 طائرة.
- A-4KU: طائرات A-4M طورت لحساب القوة الجوية الكويتية. صنعت منها 30 طائرة ثم اشترت البرازيل 20 طائرة منهم واعطتهم الرمز AF-1 ويخدموا الآن من على متن حاملة الطائرات البرازيلية.
- TA-4KU: ثلاث نسخ تدريبية من الطراز السابق طورت لحساب القوة الجوية الكويتية، اشترتها البرازيل واعطتها الرمز AF-1A.
- A-4AR: طائرات A-4M أمريكية تم إعادة تأهيلها للأرجنتين، 36 طائرة.
- TA-4R: طائرات تدريب ذات مقعدين مجددة وأعيد تأهيلها للأرجنتين.
- A-4Y: تصميم سابق لطراز A-4M أضيف إليها نظام القصف الزاوي المنسوب. لم يتم اعتماد هذا التصميم أبدا سواء من قبل البحرية الأمريكية أو فيلقها.[41]

## المستخدمون

### الولايات المتحدة

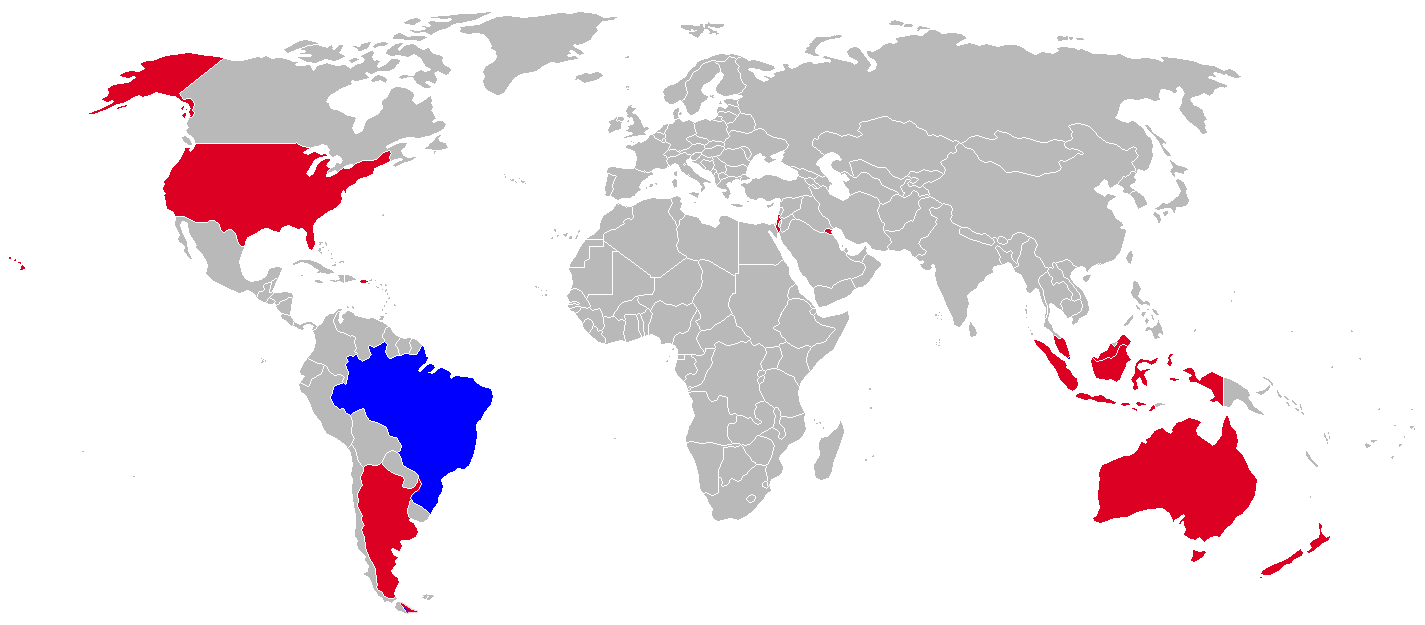
المستخدمون الحاليون للإيه-4 سكاي هوك بالأزرق الباهت والسابقون بالأزرق الداكن.

كانت السكاي هوك خيارا مفضلا للعديد من الدول التي كانت لا زالت تمتلك حاملات طائرات قديمة من فترة الحرب العالمية الثانية خلال عقد الستينات من القرن العشرين، فكان صغر حجم السكاي هوك مناسبا جدا بالنسبة لها، حيث لم تستطع هذه السفن القديمة استيعاب الطائرات الأكثر كفاءة وسرعة، والأثقل والأكبر بكثير من السكاي هوك مثل إف-4 فانتوم الثانية وإف-8 كروسادير.
بدأت البحرية الأمريكية بإخراج السكاي هوك من تشكيلات مقاتلات الصف الأول بدءا من عام 1967 وأخرجت آخر واحدة عام 1975.
أما مشاة البحرية الأمريكية فلم تدخل الإيه-7 كورسير في خدمتها بل احتفظت بالسكاي هوك بل وطلبت الطراز الأحدث إيه-4 M. سلمت آخر طائرة لمشاة البحرية عام 1979 وظلت في الخدمة حتى منتصف الثمانينات حيث استبدلت بالطائرة الصغيرة أيضا ماكدونل دوغلاس إيه في-8 بي هارير الثانية. الأكثر تقدما ذات القدرة تقلع وتهبط عموديا.
أهّل أداء السكاي هوك الرشيق لتحل محل الفانتوم في فريق استعراضات البحرية، حتى توفرت الإف/إيه-18 هورنت في الثمانينات.
كما استخدمت بعض طائرات الإيه-4 كطائرة هدفية وتدريبية في خدمة البحرية الأمريكية وتقاعدت آخر هذه الوحدات في 3 مايو سنة 2003.

### إسرائيل
استخدمت إسرائيل ما يقرب من 278 طائرة سكاي هوك استلمتها بدءا من سنة 1968 ولهذا فهي تعد من أكبر مستخدمي هذه الطائرة، وبعد خسائر جسيمة خلال حرب أكتوبر زودت الولايات المتحدة إسرائيل بستة وأربعين طائرة إضافية، وتستخدم إسرائيل 50 طائرة حاليًا للتدريب.

### الأرجنتين
تعد الأرجنتين أول مستخدم أجنبي للإيه-4 كما أنها من أكبر المستخدمين للطائرة، حيث تسلمت الأرجنتين ما يقرب من 130 طائرة بدءا من عام 1965. تسلم سلاح الجو الأرجنتيني 25 إيه-4 B في سنة 1966 و25 آخرين في سنة 1970 تم تجديدها بالكامل بواسطة شركة لوكهيد في الولايات المتحدة.
كان لهذه الطائرات ثلاث أماكن لإطلاق الأسلحة خدمت الطائرات في اللواء الجوي الخامس. طلب الأرجنتينون 25 طائرة إيه-4 C في سنة 1976 لتحلا محل الإف-86 سابر التي كانت في الخدمة في اللواء الجوي الرابع، استلمتها القوات الجوية الأرجنتينية وجددتها في الأرجنتين. كان لهذه الطائرات خمسة أماكن لإطلاق الأسلحة وتستطيع حمل صواريخ جو-جو سايدويندر. كما ابتاعت البحرية الأرجنتينية السكاي هو المعروفة باسم إيه-4 Q في صورة 16 إيه-4 B زائد إثنتان لقطع الغيار، عدلت ليكون بها خمسة أماكن لإطلاق الأسلحة ولتحمل سايدويندر، واستلمتها في سنة 1971 لتحل محل الإف-9 إف كوجر والإف-9 بانثر على متن حاملة الطائرات الأرجنتينية «فينتيسينكو دي مايو» المنتمية لسرب المقاتلات/طائرات الهجوم الثالث.
فرضت الولايات المتحدة حصارا على قطع غيار الطائرة عام 1977 بسبب حكم الدكتاتور خورخه فيديلا (والذي لم يرفع حتى عام 1990 عندما جاء إلى السلطة كارلوس منعم وأصبحت الأرجنتين حليفا استراتيجيا للولايات المتحدة) ورغم هذا خدمت الإيه-4 بشكل جيد في حرب فوكلاند حين حققت بعض النجاح في مواجهة البحرية البريطانية.
وقد أمتلكت الأرجنتين ما مجموعه 91 طائرة:
- القوات الجوية: 75 طائرة
  - 50 طائرة إيه-4 بي (بالإنجليزية: A-4P) مستعملة أشترتهم الأرجنتين من القوات الجوية الأمريكية
  - 25 إيه-4 C (بالإنجليزية: A-4C)
  - حاليًا توجد 34 طائرة في التخزين، وأقل من 10 في الخدمة وكانت الأرجنتين قد فقدت 19 طائرة في حرب فوكلاند.
- القوات الجوية لسلاح البحرية: 16 طائرة إيه-4 Q (مستعملة من القوات الجوية الأمريكية باسم إيه-4 B).
- حاليًا لا توجد أي طائرات سكاي هوك موضوعة في الخدمة بسلاح البحرية.

### الكويت

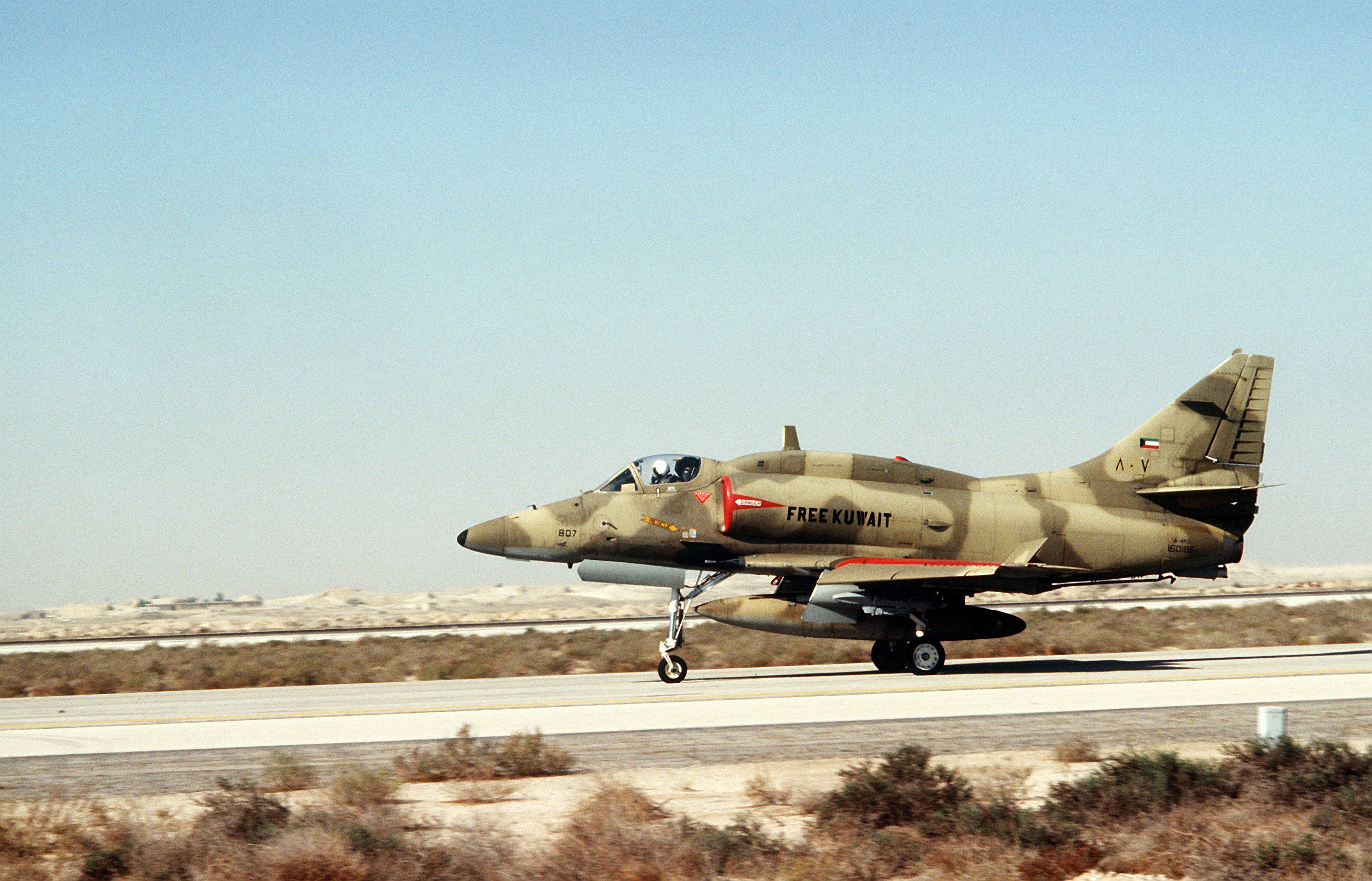
طائرة سكاي هوك كويتية في حرب الخليج.

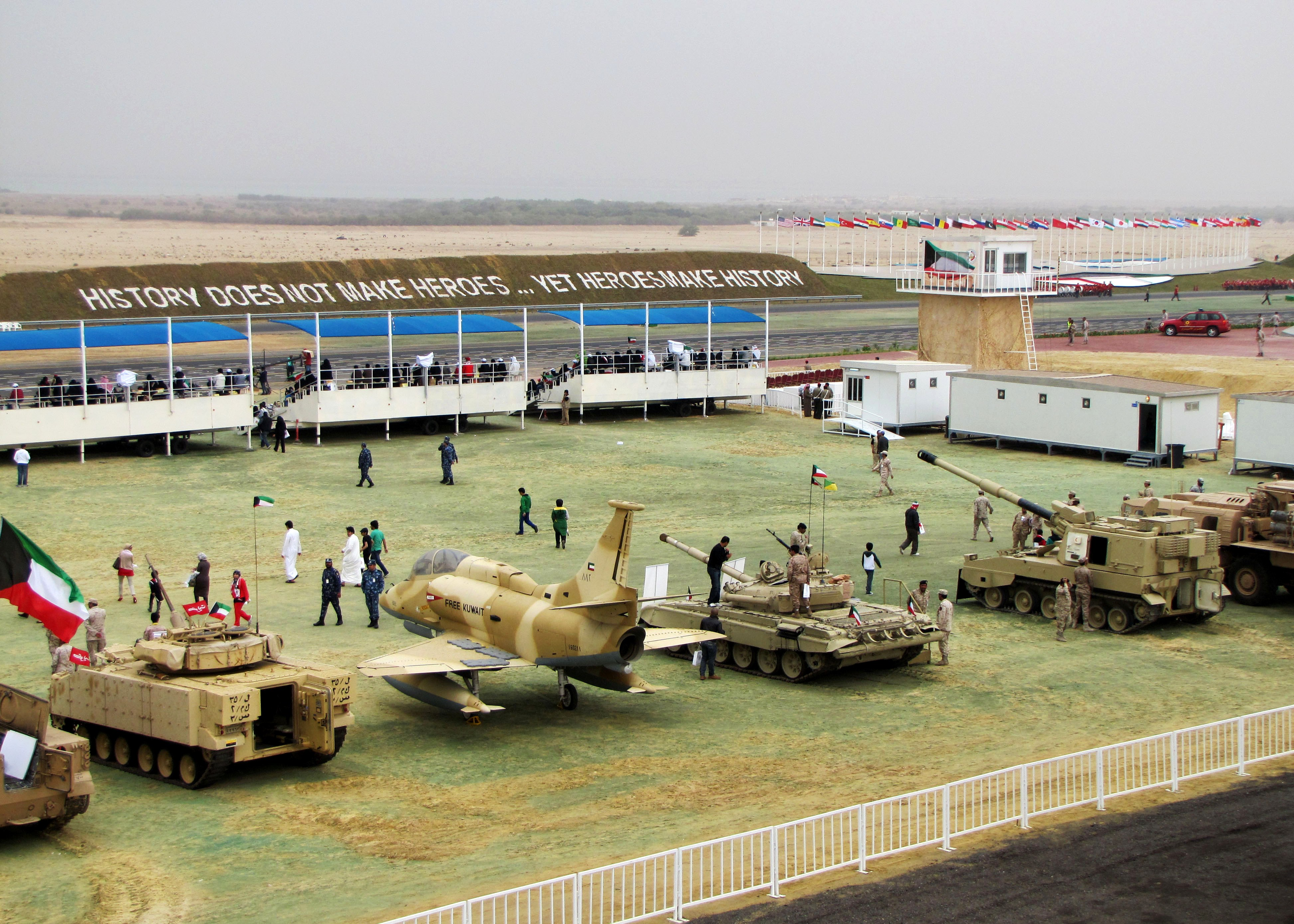
طائرة سكاي هوك كويتية معروضة للجمهور خلال العرض العسكري للذكرى العشرين لتحرير الكويت (2011).

تعاقدت الكويت عام 1974 على شراء 36 طائرة سكاي هوك للقوة الجوية الكويتية،، وخلال الغزو العراقي للكويت عام 1990 نفذت أسراب طائرات السكاي هوك عدة غارات على الأرتال العسكرية العراقية المتقدمة على محوري المطلاع والسالمي وتمكنت من تدمير 102 مدرعة بالقنابل وإسقاط 4 مروحيات بصواريخ جو - جو سايدويندر، قبل أن تصدر إليها الأوامر بالتوجه إلى السعودية بعد أن تعرضت مدرجات القواعد الجوية للقصف، فوصلت 24 طائرة إلى الأراضي السعودية، بينما استولت القوات العراقية على 10 طائرات.
في السعودية تم إعادة تنظيم القوات الجوية لإعدادها للمشاركة في حرب تحرير الكويت، وقد شاركت طائرات السكاي هوك في الحملة الجوية مع طائرات قوات التحالف الدولي وأنجزت القوة الجوية الكويتية 621 مهمة قتالية بمجموع 970.7 ساعة طيران، وبلغت خسائرها طائرة واحده أسفطتها الدفاعات الجوية العراقية وأسر الطيار. بيع المتبقي من الطائرات عام 1998 للبرازيل وعددها 23 طائرة.

### البرازيل
اشترت البرازيل 23 طائرة مستعملة من الكويت عام 1998، لتعمل من على متن حاملة الطائرات الخاصة بها «نافيو إيرودورمو ساو باولو». تمتلك البرازيل 23 طائرة سكاي هوك تتبع القوات الجوية لسلاح البحرية، 20 منها مخصصة للقتال، و3 للتدريب، كما حصلت على 12 طائرة أخرى يتم تطويرها من قبل شركة إمبراير.

## مواصفات الطائرة

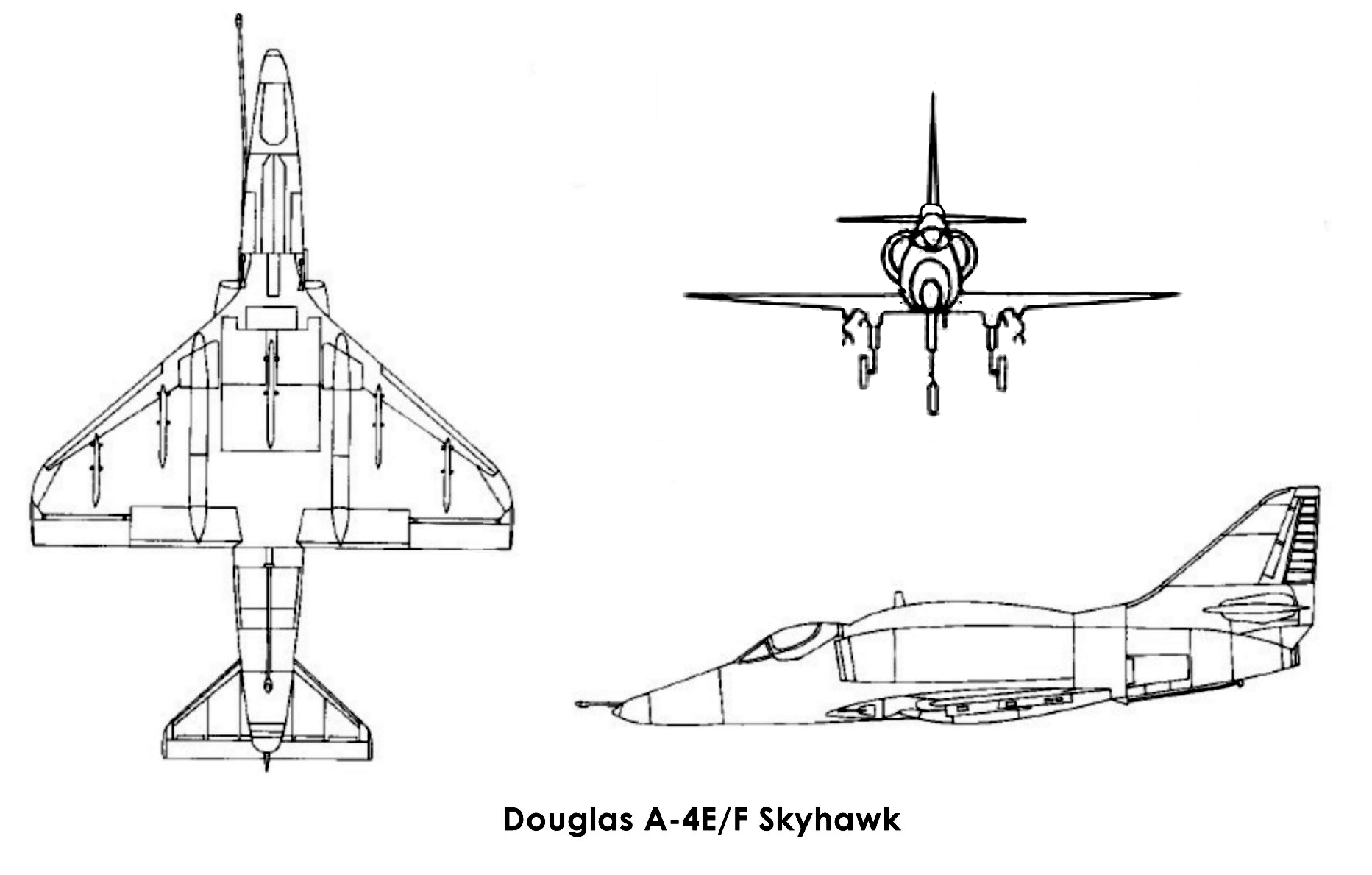
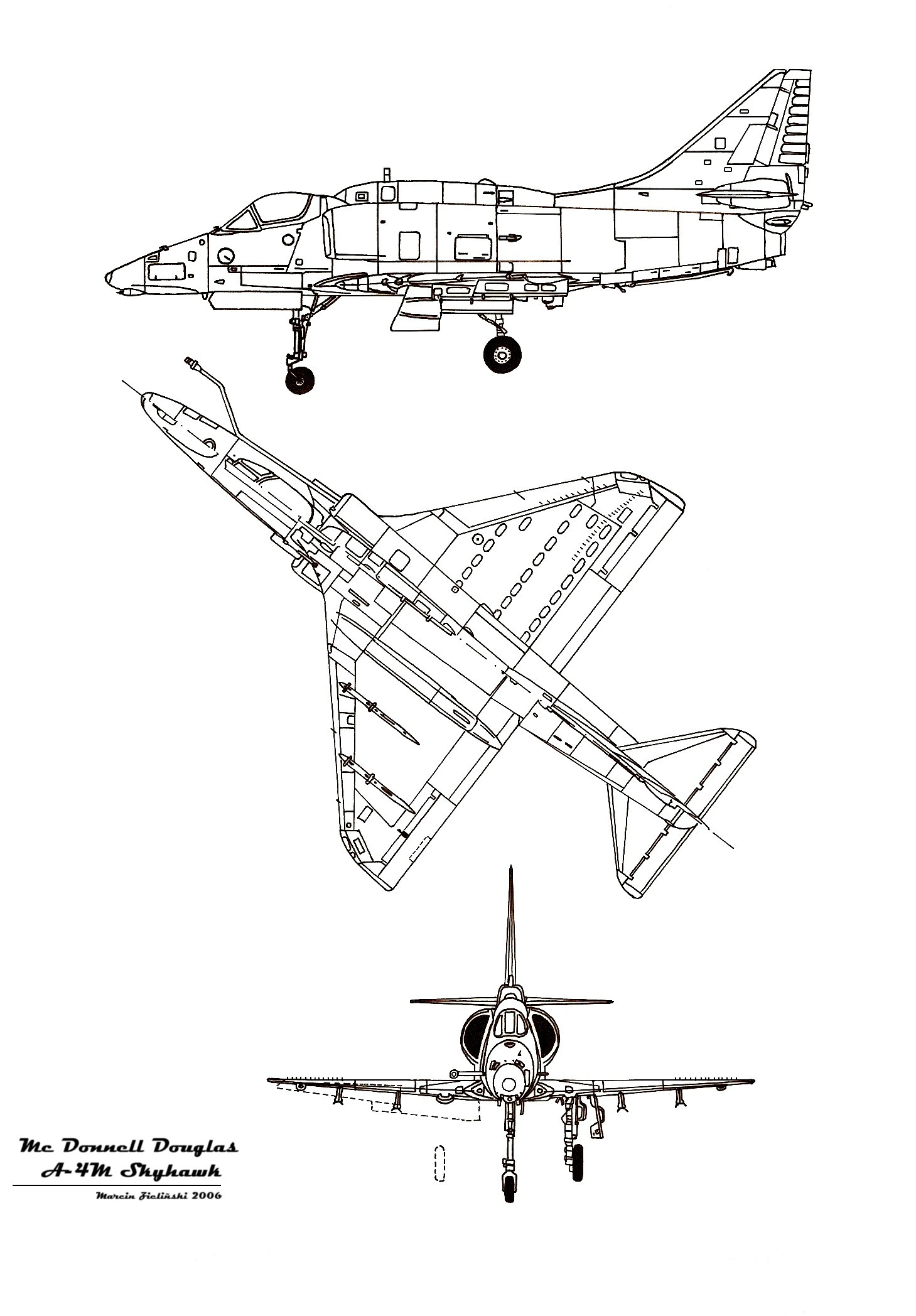
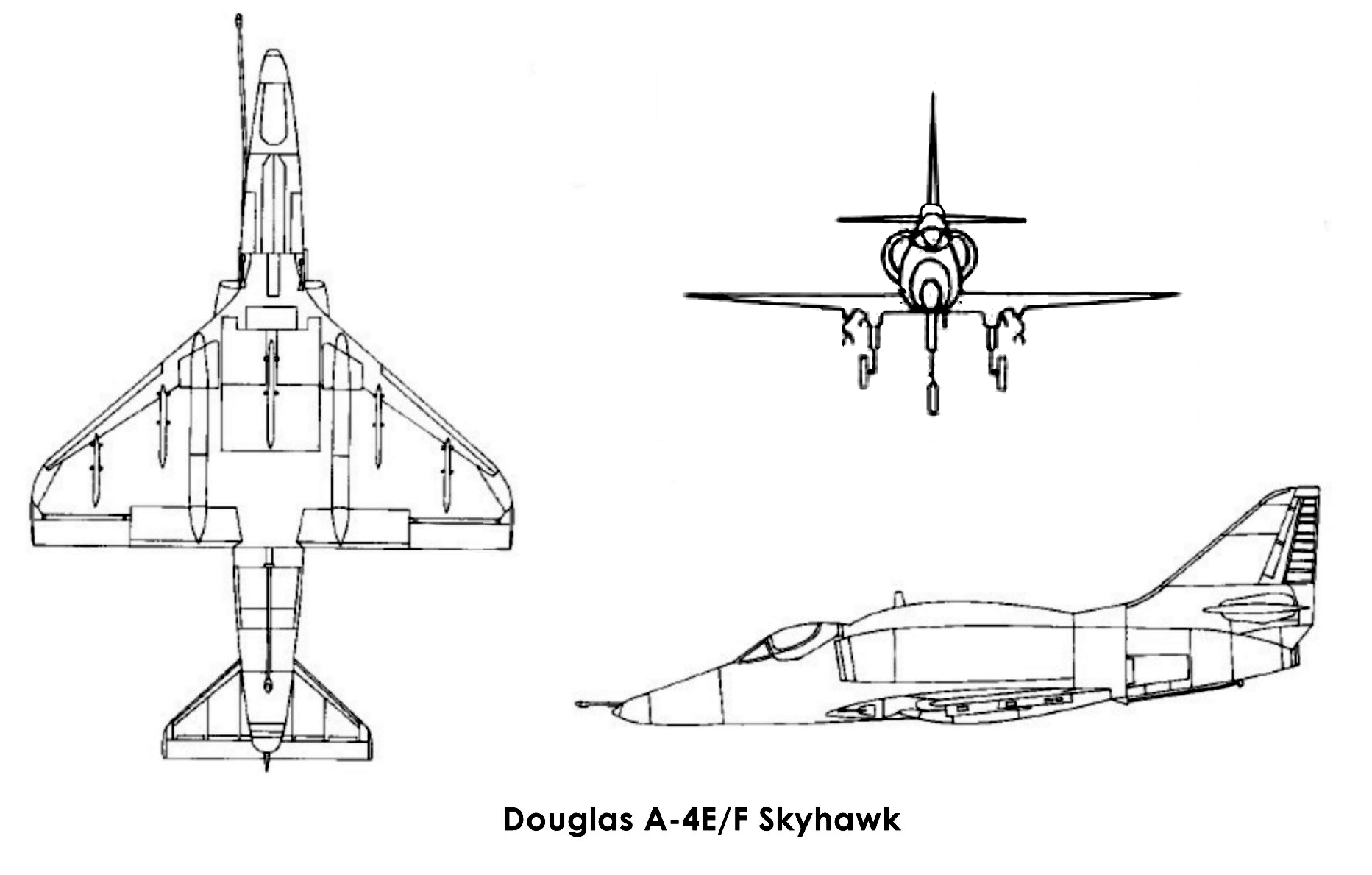

الخصائص العامة
- الطول:  ()
- باع الجناح:  ()
- الارتفاع:  ()

الأداء

## معرض صور

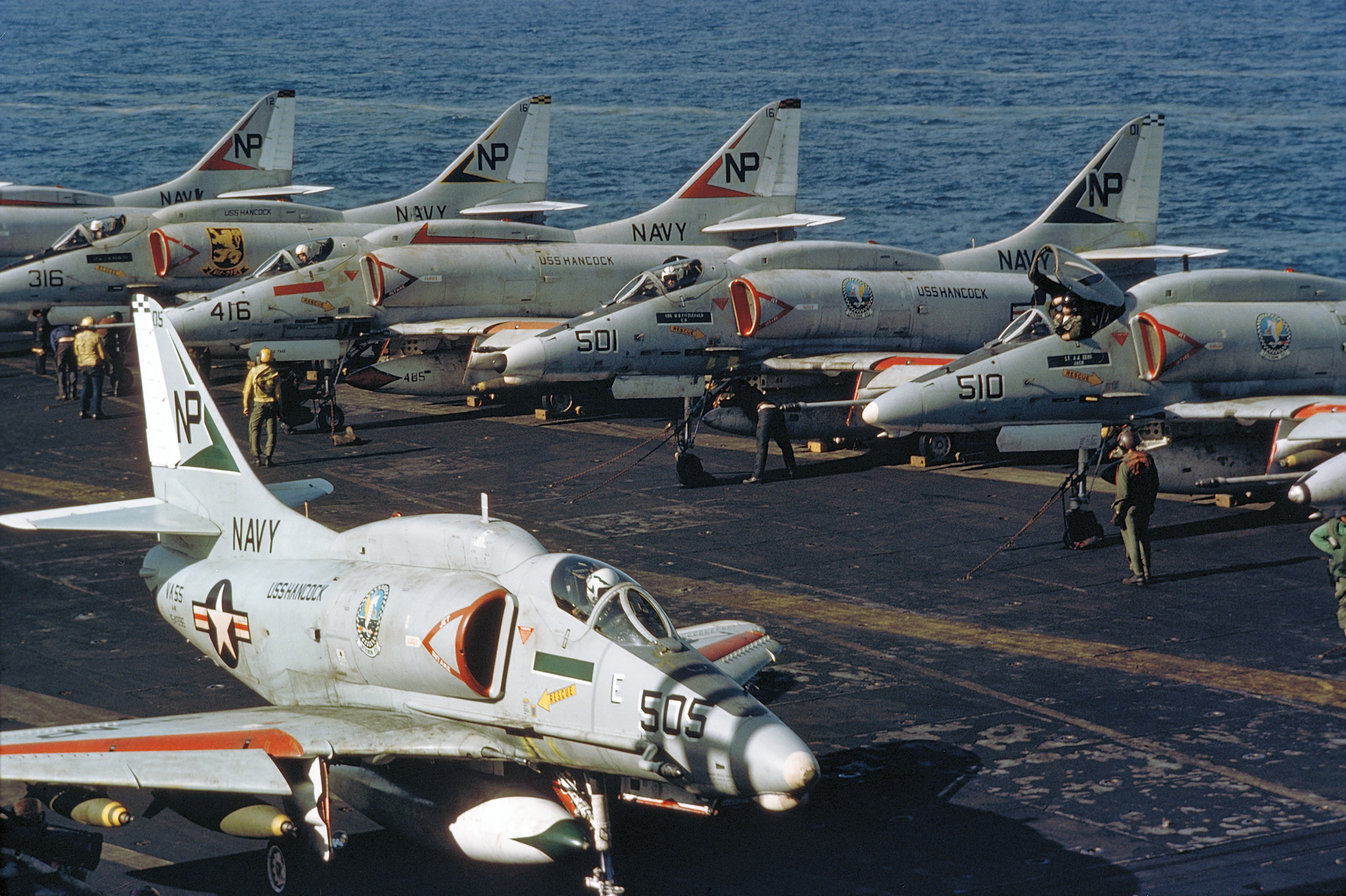
إيه-4 F على متن حاملة الطائرات الأمريكية "يو.إس.إس هانكوك" عام 1972.
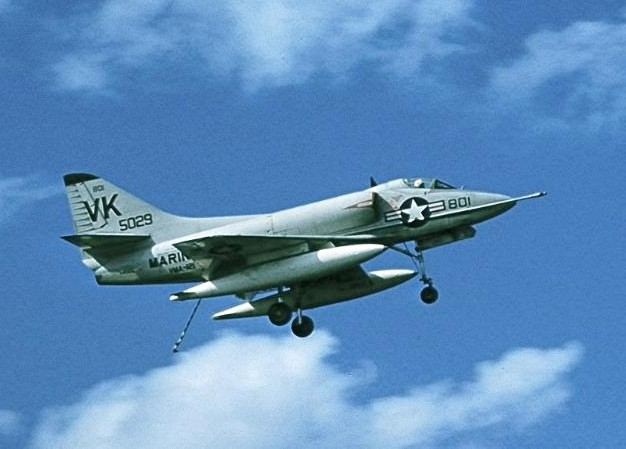
إيه-4 D تابعة لمشاة البحرية الأمريكية عام 1960.
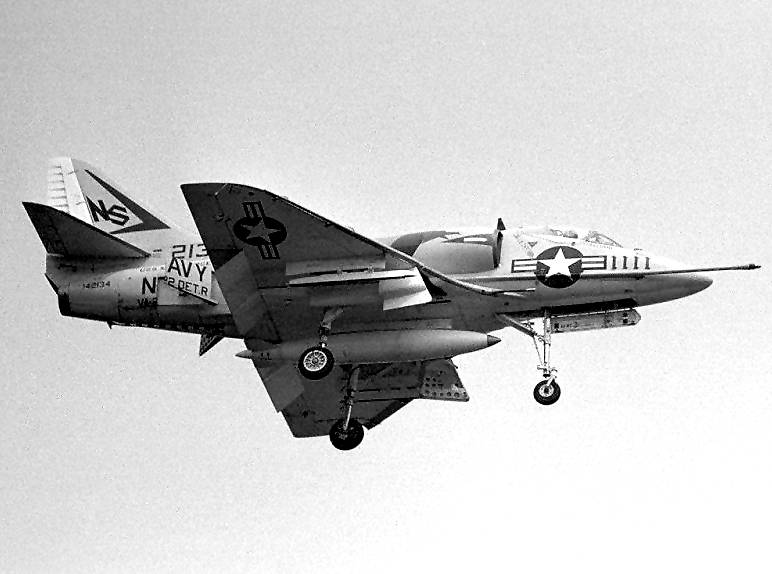
إيه-4 B عام بعد إقلاعها من على متن حاملة الطائرات الأمريكية يو.إس.إس كيرسارج" عام 1963.
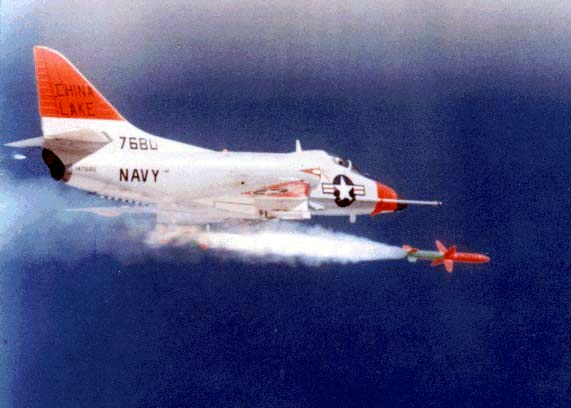
إيه-4 C تطلق صاروخ جو-أرض إيه جي إم-45 شرايك عام 1964.
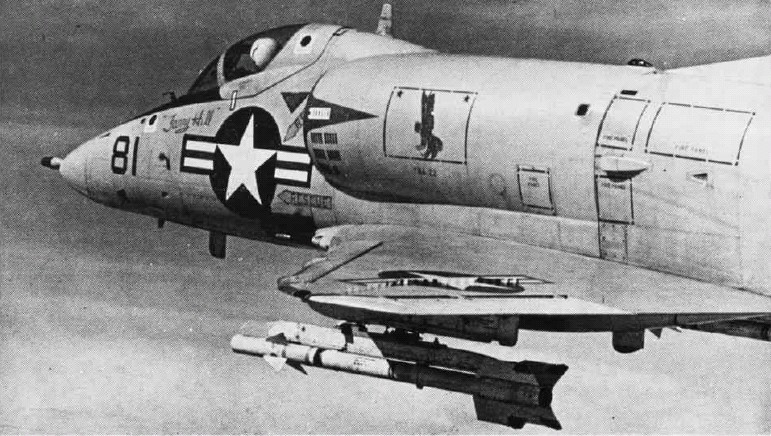
إيه-4 B مزودة بصاروخ جو-جو للدفاع الذاتي سايدويندر عام 1968.
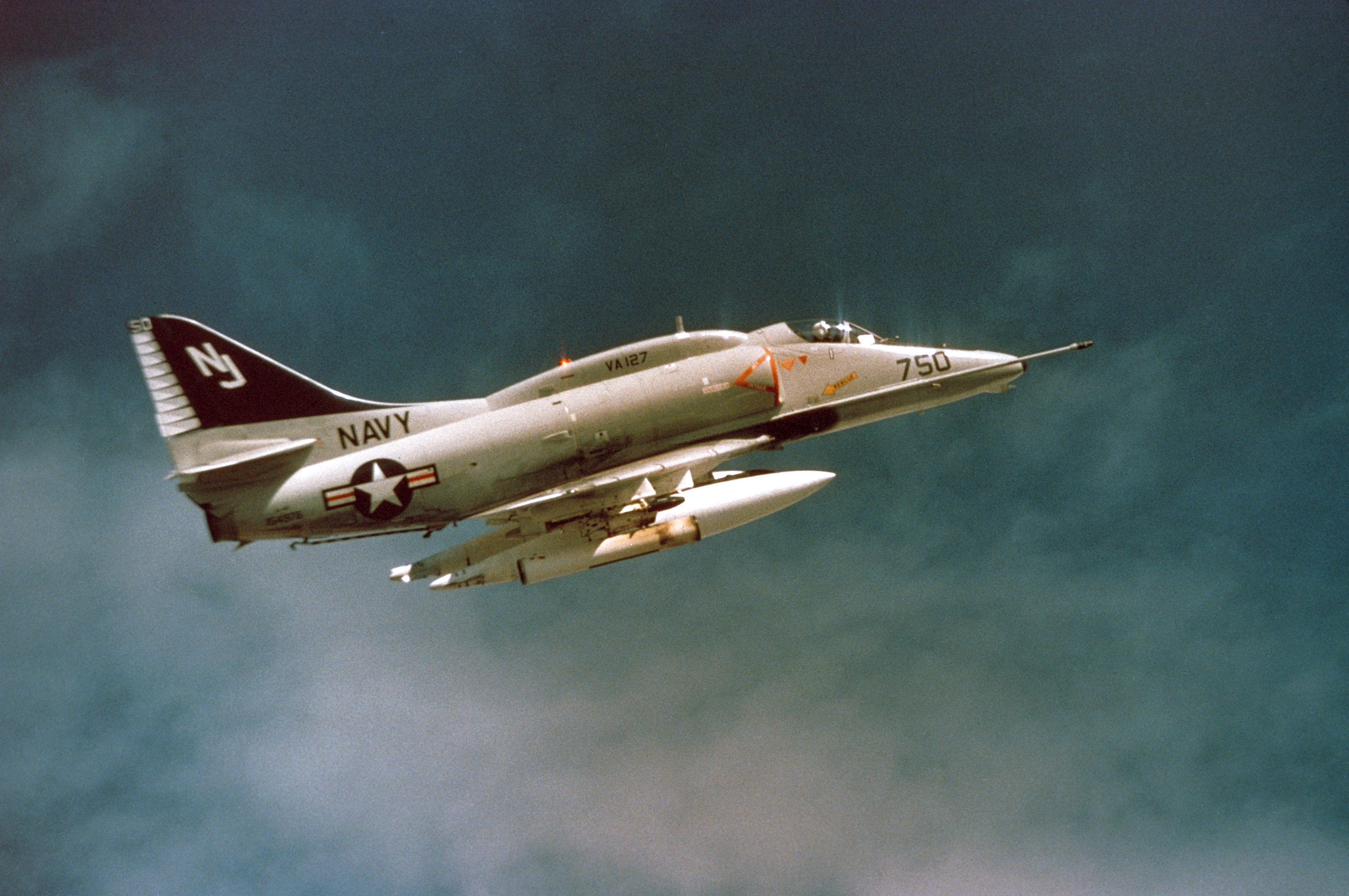
إيه-4 F تابعة للبحرية الأمريكية عام 1975.
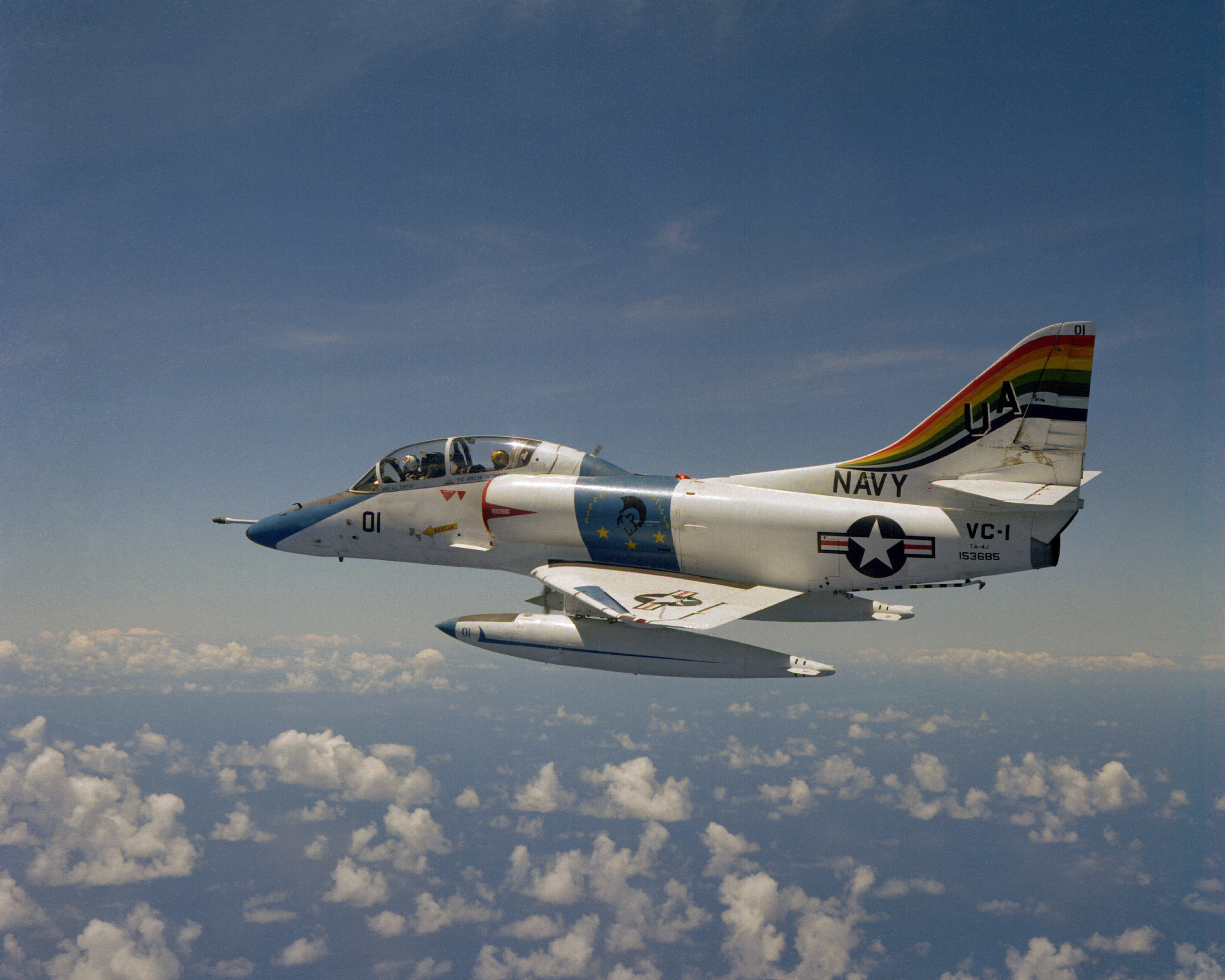
إيه-4 J في هاواي عام 1976.
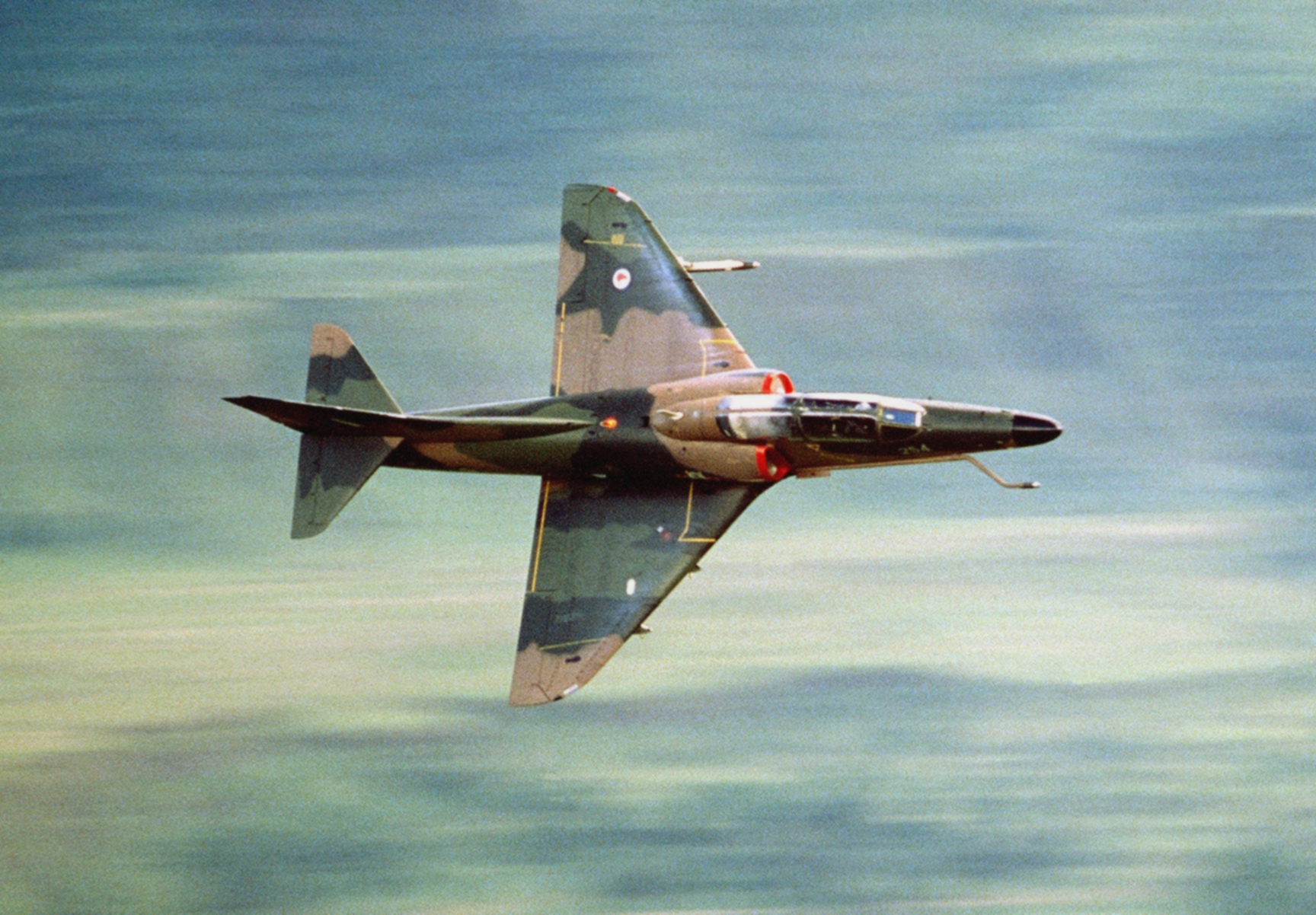
إيه-4 K نيوزيلندية خلال طلعة تدريبية عام 1984.
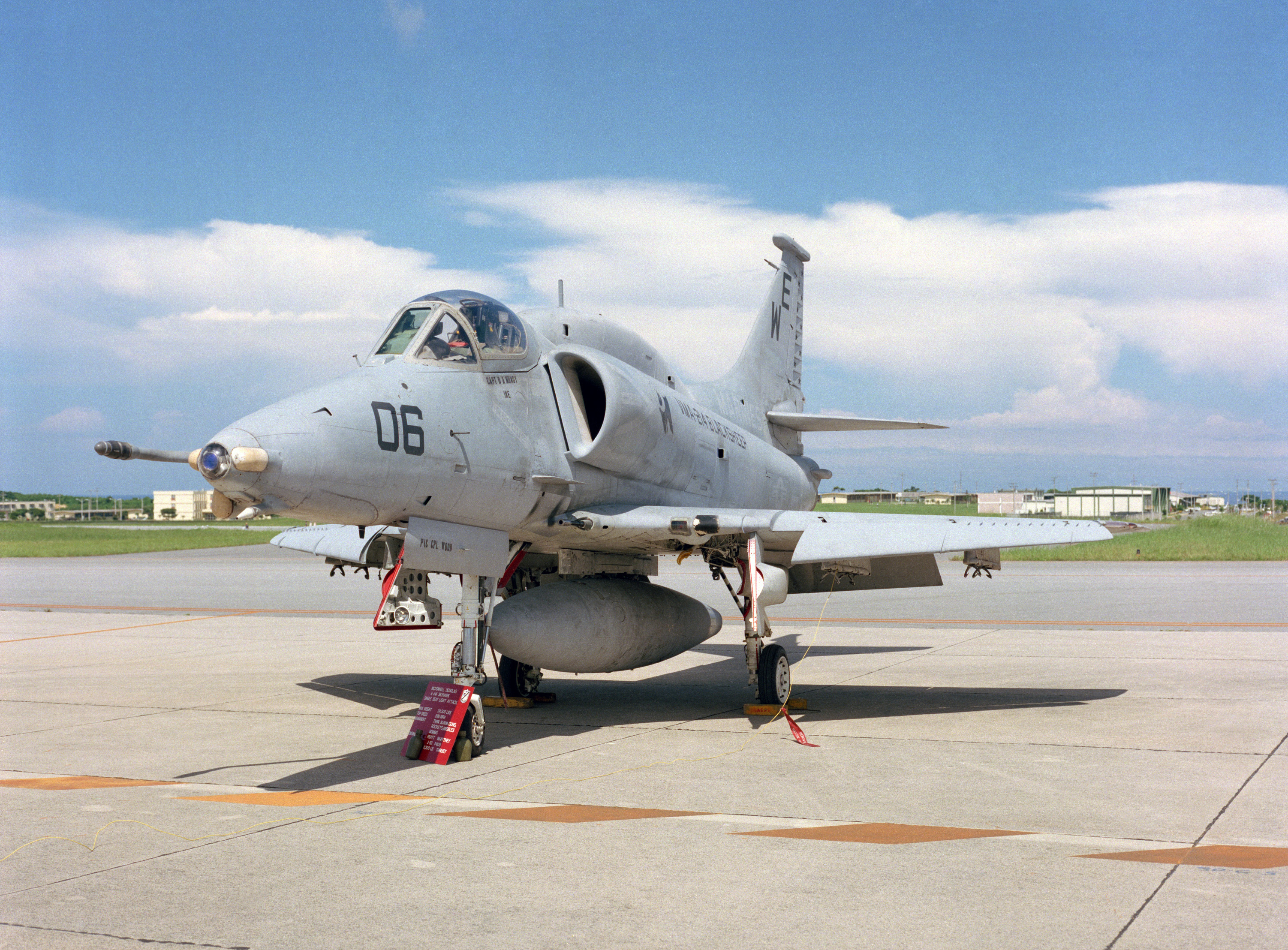
إيه-4 M تابعة لمشاة البحرية الأمريكية في قاعدة فوتينما في اليابان عام 1988.
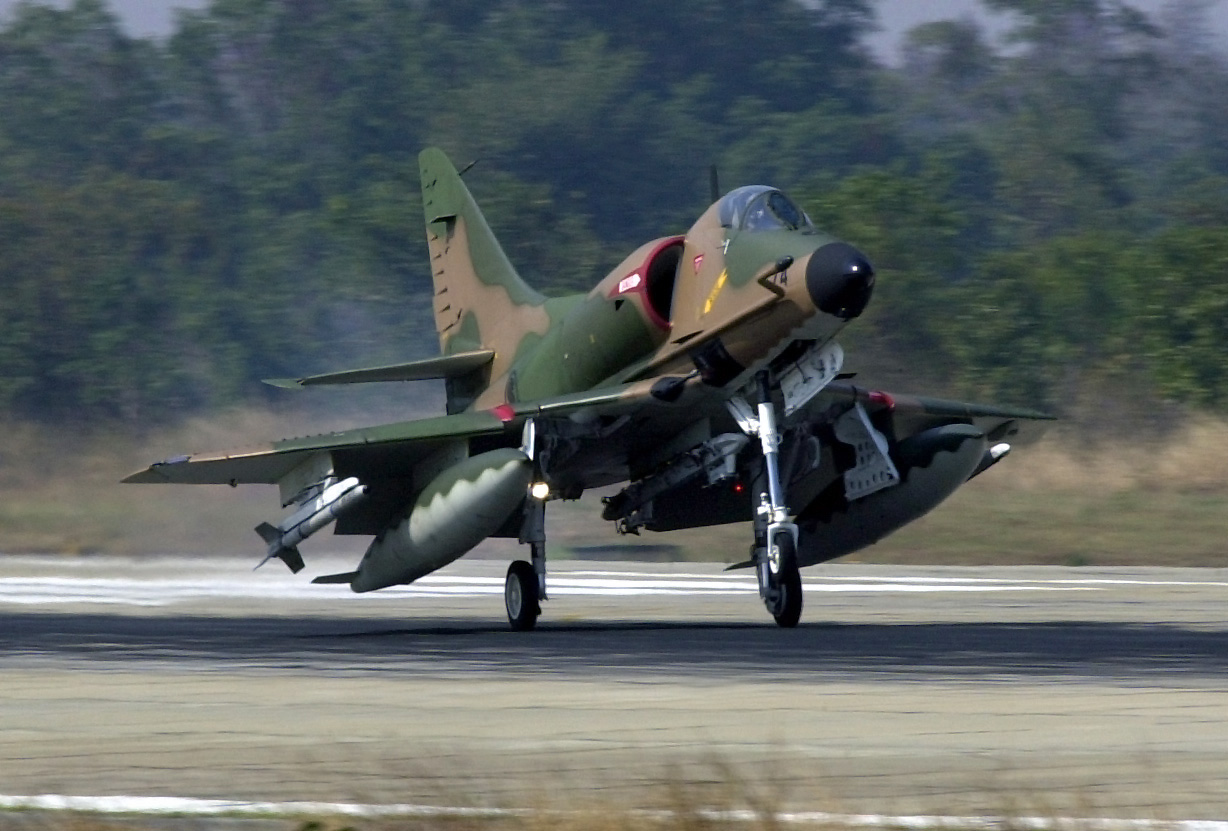
طائرة إيه-4 SU سنغافورية تحط في تايلاند عام 2002.
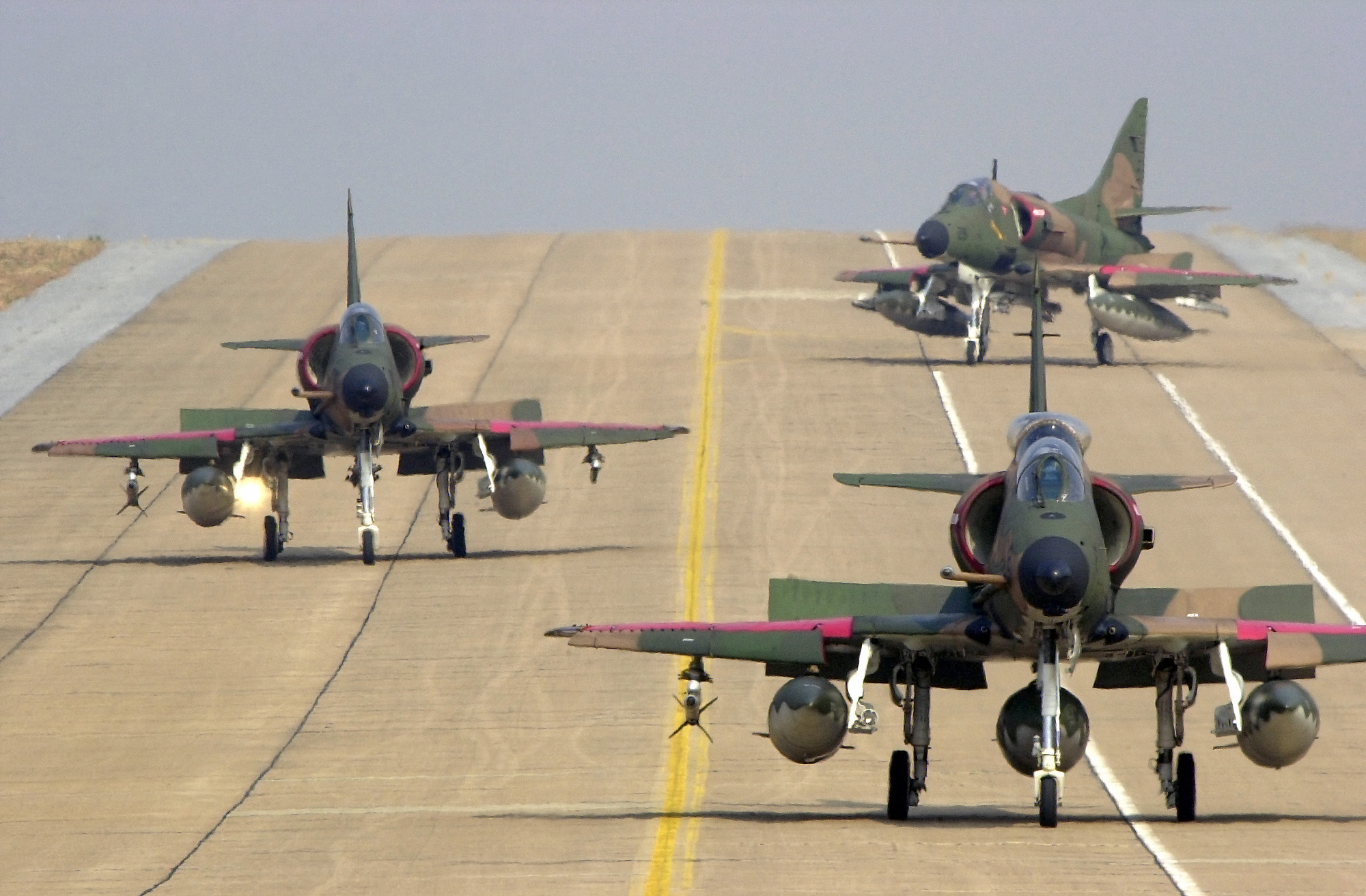
طائرات إيه-4 SU سنغافورية عام 2002.
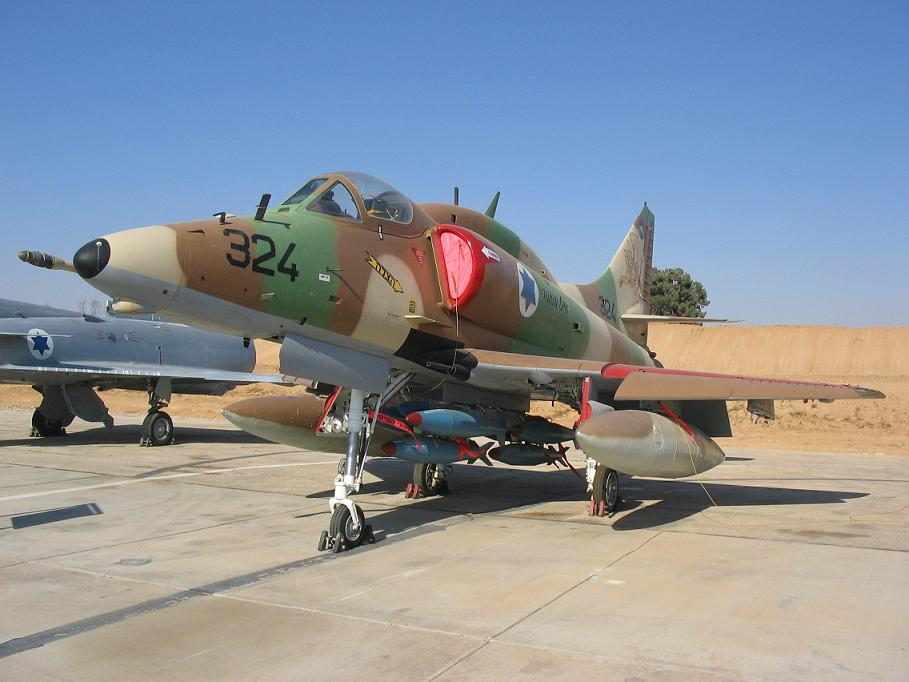
إيه-4 N إسرائيلية عام 2005.
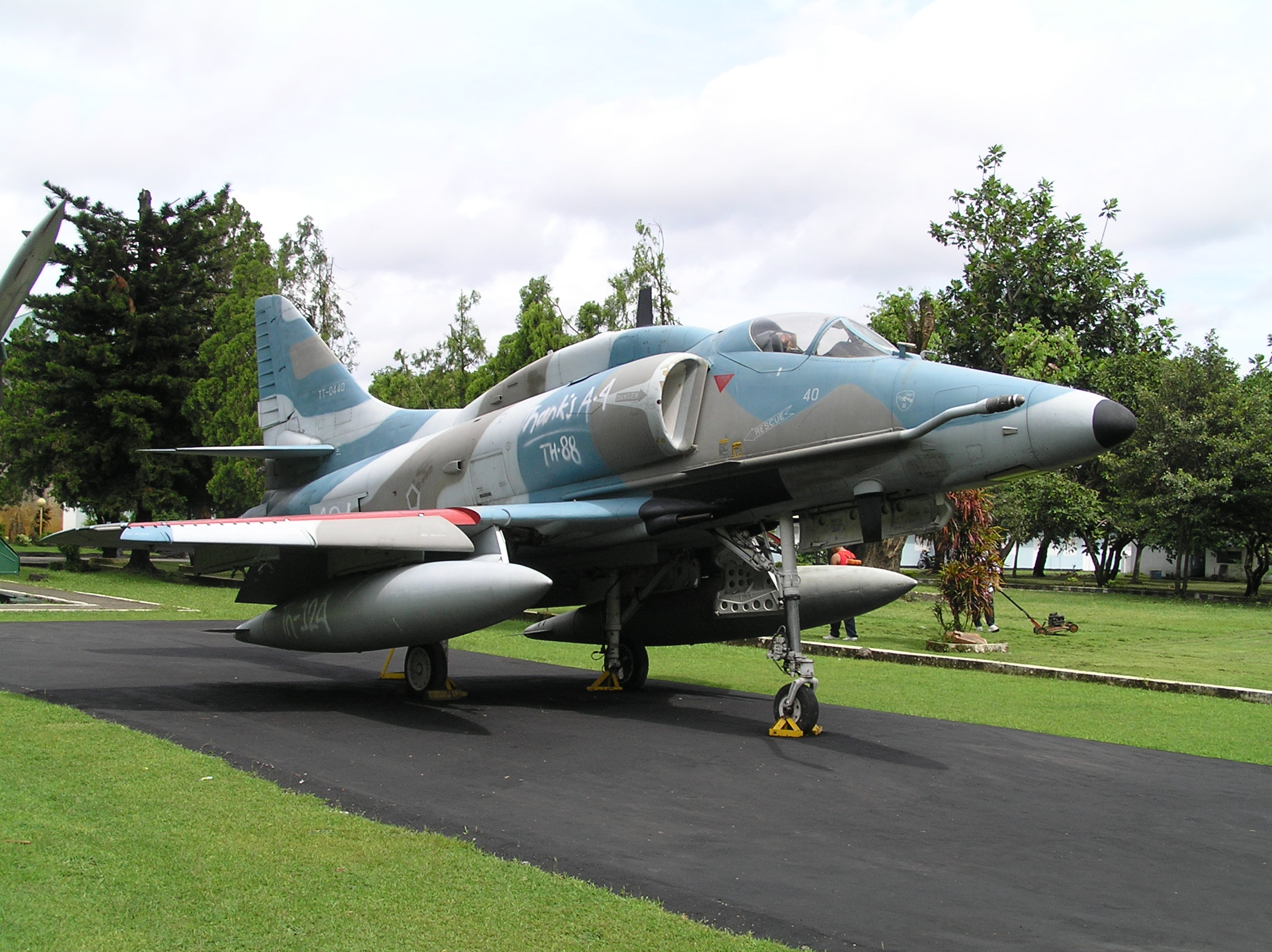
طائرة تي إيه-4H في متحف القوات الجوية الإندونيسية في عام 2007.

### طائرات شبيهة
- ماكدونل دوغلاس إيه في-8 بي هارير الثانية.
- إيه-7 كورسير.
- داسو سوبر اتندارد.